# Рат у Донбасу
Рат у Донбасу (рус. Война в Донбассе, укр. Війна на Донбасі), познат и као Рат на истоку Украјине и Рат у источној Украјини (рус. Война на востоке Украины, укр. Війна на сході України), војни је конфликт између војних снага лојалних влади у Кијеву и проруских побуњеника у Доњецком басену (Донбасу). Главни узрок сукоба је збацивање са власти Виктора Јануковича и доласка на власт прозападних политичара на челу са Петром Порошенком и Арсенијем Јацењуком.

## Позадина
Крајем новембра 2013. године су након одбијања председника Виктора Јануковича да потпише ССП са Европском унијом отпочеле се масовне протесте на тргу Мајдан, по коме је покрет добио назив Евромајдан. После готово два месеца непрекидних протеста проевропских партија против владе и покушаја извођења обојене револуције 1. децембра, дошло је до спуштања политичких тензија, али након владине одлуке да забрани протесте средином јануара, опозиционе странке и ултрадесничарске групе су подигле оружани устанак против владе и председника Виктора Јануковича, у којој су доминирали људи из области Западне Украјине, нарочито из градова Лавов и Луцк. Политички, неповезане групе су представљали либерални демократски реформисти чији су лидери Арсениј Јацењук (представник странке „Отаџбина“ чији је лидер Јулија Тимошенко која се у том моменту налазила у затвору) и Виталиј Кличко (представник странке УДАР), a екстремно десничарске активисте Олег Тјахнибок (представник крајње десничарске партије „Свобода“) и Дмитро Јарош (представник ултрадесничарске организације Десни сектор) чији су се активисти истакли у великом насиљу против органа реда. Крајем јануара опозиционе снаге под вођством парламентарних прозападних странака „Отаџбина“ и УДАР уз подршку ултрадесничарских организација су почеле насилно да заузимају просторије локалних влада широм Украјине. Након тродневног насиља дошло је до смиривања ситуације до средине фебруара, а председник Јанукович је понудио место премијера опозицији, док је опозиција такав предлог Јануковича одбила и тражила његову оставку. Како је време пролазило, опозиција је вршила све већи притисак на председника Јануковича да поднесе оставку и распише ванредне парламентарне и допусти одржавање ванредних председничких избора, као и враћање устава из 2004. године који је давао мање надлежности председнику за важне државне одлуке. Пошто је Јанукович одбијао захтев да се иде на председничке изборе и прихватио да се иде само на ванредне парламентарне, опозиција није хтела да одступи од својих захтева да се иде на ванредне председничке. После смене бројних министара које је опозиција оптужила да су одговорни за насиље над демонстрантима, није се дошло до договора. Када је Јанукович током фебруара позивао опозиционе лидере на дијалог и договор о даљим корацима до успостављања реда у земљи, опозиција је одбила било какав дијалог и једино тражила његову оставку. Пошто су обе стране одбиле да одступе од својих захтева створио се вакуум између две стране и цела ситуација је дошла до тачке усијања. Након бројних упућених позива опозицији од стране председника Јануковича да се постигне договор о прелазној влади која ће водити земљу до ванредних парламентарних избора, опозиција је 18. фебруара прихватила нови Јануковичев позив на дијалог, али су снаге Десног сектора кренуле на државне институције и започеле жесток тродневни крвави обрачун са полицијом који је довео до револуције уз велике жртве на обе стране и самим тим Јануковичевог свргавања четири дана касније. Потом су лидери, који су се заједно борили на кијевском „Тргу Независности“ (укр. Майдан Незалежностi) преузели државне функције у држави и прво што су урадили, ослободили су украјинску опозициону лидерку Јулију Тимошенко из затвора која је била осуђена на седам година затвора због корупције, расписали ванредне председничке изборе за 25. мај и укинули закон о регионалном статусу руског језика. Пошто су они имали исључиво подршку у западној половини земље, на истоку и југу, а нарочито на полуострву Крим је дошло до великог отпора новим властима и почео је општи распад земље који је довео до отцепљења Кримског полуострва од Украјине и његовог припајања Русији, а у источним и јужним областима до проглашења бројних аутономних република које одбијају да признају власт у Кијеву. Ново украјинско руководство се, после подизања отворене побуне почетком априла у југоисточним областима од стране проруских активиста, окористило сличним методама као на западу земље у јануару и фебруару, и одлучило да побуну угуши силом и војним средствима што је довело до грађанског рата. До маја 2014. више десетина људи је убијено, нарочито на истоку и југу земље.

## Ток рата

### Април 2014: почетак сукоба

#### Доњецка област
Покушаји заузимања зграде Доњецке регионалне државне администрације (РСА) почели су откако су избили проруски протести у источним и јужним регионима Украјине, након Револуције достојанства. Проруски демонстранти заузели су Доњецку РСА од 1. до 6. марта 2014, пре него што их је уклонила Служба безбедности Украјине (СБУ). Дана 6. априла, 1.000–2.000 људи окупило се на митингу у Доњецку тражећи референдум о статусу сличан оном који је одржан на Криму у марту.
Демонстранти су упали у зграду РСА и преузели контролу над прва два спрата. Рекли су да ће, уколико регионални званичници не одрже ванредну законодавну седницу ради спровођења референдума о статусу, они преузети контролу над регионалном владом са „народним мандатом“, и разрешити све изабране регионалне одборнике и чланове парламента. Пошто ови захтеви нису испуњени, активисти су одржали скуп у згради РСА и гласали за независност од Украјине. Они су 7. априла 2014. прогласили Доњецку Народну Републику (ДНР).

#### Луганска област
Немири у Луганској области почели су 6. априла, када је око 1.000 активиста упало и заузело зграду СБУ у граду Луганску, након сличних окупација у градовима Доњецк и Харков. Демонстранти су забарикадирали зграду и захтевали да се ослободе сви ухапшени лидери сепаратиста. Полиција је успела да поново преузме контролу над зградом, али су се демонстранти поново окупили на „народној скупштини“ испред зграде и позвали на „народну владу“, захтевајући или федерализацију или инкорпорацију у састав Руске Федерације. На овој скупштини изабрали су Валерија Болотова на место „Народног гувернера“.
Најављена су два референдума, један за 11. мај да би се утврдило да ли регион треба да тражи неки облик аутономије, а други заказан за 18. мај да би се утврдило да ли регион треба да се придружи Руској Федерацији или да прогласи независност. Луганска Народна Република (ЛНР) је проглашена 27. априла. Представници Републике захтевали су од украјинске владе да амнестију све демонстранте, уведе руски као званични језик и одржи референдум о статусу региона. Они су поставили ултиматум у којем је стајало да ће, ако Кијев не испуни њихове захтеве до 14:00 29. априла, покренути побуну упоредо са побуном Доњецке Народне Републике.

### Ескалација оружаних сукоба
Дана 12. априла, необележени проруски милитанти заузели су градску канцеларију Министарства унутрашњих послова у Доњецку и две друге полицијске канцеларије у области, иако су одбијени након напада на канцеларију главног тужиоца и нису успели да заузму полицијску канцеларију у град Шахтјорск. Након преговора између милитаната и оних у згради, шеф канцеларије је дао оставку на своју функцију. Службеници специјалне полиције Беркут, коју је влада распустила након фебруарске револуције, учествовали су у заплени на страни сепаратиста. Након што су преузеле контролу над Доњецком РСА и прогласиле Доњецку Народну Републику, проруске групе су обећале да ће се раздвојити и преузети контролу над стратешком инфраструктуром широм Доњецке области, и захтевале су да се јавни званичници који желе да наставе свој рад закуну на верност Републици.
До 14. априла, проруски милитанти предвођени бившим оперативцима ГРУ Игором Гиркином и Игором Безлером преузели су контролу над владиним зградама у многим другим градовима у области, укључујући Славјанск, Мариупољ, Горловку, Краматорск, Јенакијево, Макејевку, Дружковку и Ждановку. Након овог заузимања Доњецке РСА, милитанти су почели да проширују своју контролу над градом. Устаници су 16. априла упали у зграду општинске управе и заузели је. Даље акције сепаратиста довеле су до заузимања канцеларија регионалне државне телевизијске мреже 27. априла. Након што су заузели центар за емитовање, милитанти су почели да емитују руске телевизијске канале. Дана 4. маја, застава Доњецке Народне Републике подигнута је изнад седишта полиције у самом граду Доњецку.
Бројни интервјуи које су учесници са руске стране дали током 2019–2020 (укључујући Гиркина, Безлера, Губарева и друге) открили су да је почетну идеју о преузимању контроле над градовима Донбаса доњецком „народном губернатору“ Павлу Губареву пренео Сергеј Глазјев, тадашњи саветник руског председника Владимира Путина. Губаревов тим се сусрео са Гиркином док је улазио у Украјину из Русије, а првобитни план је био да прво заузме Шахтјорск, пошто је био много ближи и руско-украјинској граници и руској војној бази у Ростову на Дону. Одлука да се уместо тога нападне Славјанск донета је након што је Гиркинова група прешла границу, наводно због присуства веће групе проруских активиста спремних да подрже њихову ствар у граду. Војну и финансијску подршку групи пружили су Сергеј Аксјонов и Константин Малофејев. Новаја газета је резимирала ситуацију као „групу лоше припремљених плаћеника која цео регион претвара у крвопролиће“ и закључила да ће Русија „сносити моралну и политичку одговорност за своје цивилне жртве све док њени учесници не буду изведени пред суд“.

#### Глазјевске траке
Као одговор на растуће немире, вршилац дужности украјинског председника Олександр Турчинов је обећао да ће покренути „Антитерористичку операцију“ (АТО) против сепаратистичких покрета у Доњецкој области. Министар унутрашњих послова Арсен Аваков рекао је 9. априла да ће немири у Доњецкој области бити решени у року од 48 сати, било преговорима или употребом силе. Председник Олександар Турчинов потписао је декрет да поново преузме зграду Доњецке РСА и стави је „под заштиту државе“, и понудио амнестију демонстрантима ако положе оружје.

### Проширење сепаратистичке територијалне контроле

#### Славјанск
Група маскираних проруских милитаната под командом пензионисаног официра ФСБ Игора Гиркина преузела је контролу над зградом градске управе, полицијским канцеларијама и зградом СБУ у Славјанску, граду у северном делу Доњецке области, 12. априла. Након што су милитанти заузели град, градоначелник Славјанска Неља Штепа се накратко појавио у окупираној полицијској станици и изразио подршку милитантима. Други су се окупили испред зграде и на сличан начин изразили своју подршку милитантима. Рекли су украјинским новинарима који су извештавали о ситуацији да се „врате у Кијев“. Нељу Штепу су касније устаници притворили, а на његово место дошао је самопроглашени „народни градоначелник“ Вјачеслав Пономарјов.
Милитанти су преузели контролу над градским полицијским складиштем оружја и запленили стотине комада ватреног оружја, што је навело украјинску владу да покрене „противтерористичку“ операцију да поново заузме град. Ова владина контраофанзива почела је ујутро 13. априла. Као резултат тога, дошло је до укоријењеног сукоба између проруских снага и Оружаних снага Украјине, што је означило почетак борби у Донбасу. Град је остао под опсадом до 5. јула, када су га украјинске снаге поново заузеле, а процењено је да је 15.000–20.000 људи расељено због борби. Градоначелник Штепа је ухапшен 11. јула 2014. због наводног дослуха са проруским снагама.
Убрзо након што је преузела контролу над Славјанском, Гиркинова група је погубила члана градског већа Владимира Ивановича Рибака, као и још четири држављана Украјине, укључујући 25-годишњег Јурија Дјаковског и неименованог 19-годишњег младића. Гиркин је преузео одговорност за ова погубљења 2020. године, иако су претходних година он и други проруски милитанти тврдили да је Рибак пуштен из притвора.

#### Краматорск
У Краматорску, граду у северној Доњецкој области, сепаратисти су напали полицијску станицу 13. априла, што је довело до пуцњаве. Борци, припадници Народне милиције Донбаса, касније су заузели полицијску станицу. Уклонили су натпис полицијске станице и подигли заставу Доњецке Народне Републике над зградом. Затим су поставили ултиматум у којем је стајало да ће их сменити са дужности, ако градоначелник и управа града до следећег понедељка не положе заклетву Републици. Истовремено, гомила демонстраната је опколила зграду градске управе, заузела је и над њом подигла заставу Доњецке Народне Републике. Представник Републике обратио се мештанима испред окупиране полицијске станице, али је негативно примљен и извиждан.
Након владине контраофанзиве у оквиру „Антитерористичке операције“ у Доњецкој области 2–3. маја, побуњеници су разбијени из окупиране зграде СБУ у Краматорску. Упркос томе, украјинске трупе су се брзо повукле из града из непознатих разлога, а сепаратисти су брзо повратили контролу. Спорадичне борбе су настављене до 5. јула, када су се устаници повукли из Краматорска.

#### Горловка
Милитанти су покушали да заузму седиште полиције у Горловки 12. априла, али су заустављени. Украјинска правда је објавила да је полиција саопштила да је сврха покушаја заплене била да се добије приступ складишту оружја. Рекли су да ће употребити силу ако буде потребно за одбрану зграде од „криминалаца и терориста“. До 14. априла милитанти су заузели зграду након напетог сукоба са полицијом. Неки припадници локалне полицијске јединице пребегли су раније током дана у Доњецку Народну Републику, док су преостали официри били приморани да се повуку, дозвољавајући побуњеницима да преузму контролу над зградом.
Устаници су ухватили локалног шефа полиције и тешко га претукли. Заменика градског већа Горловке, Владимира Рибака, киднаповали су маскирани људи за које се верује да су проруски милитанти 17. априла. Његово тело је касније пронађено у реци 22. априла. Зграда градске управе заплењена је 30. априла, учвршћујући сепаратистичку контролу над Горловком. СБУ је 2. јула ухапсила самопроглашеног градоначелника Горловке Володимира Колосњука због сумње да је учествовао у „терористичким активностима“.

#### Мариупољ
Активисти Доњецке Народне Републике преузели су контролу над зградом градске управе у Мариупољу 13. априла. Украјинска влада је тврдила да је „ослободила“ зграду 24. априла, али су то демантовали мештани које је интервјуисао ББЦ у близини зграде.
Сукоби између владиних снага и проруских група ескалирали су почетком маја када је Украјинска национална гарда накратко поново заузела зграду градске управе. Проруске снаге су брзо вратиле зграду. Милитанти су тада извршили напад на локалну полицијску станицу, навевши украјинску владу да пошаље војне снаге. Окршаји између војника и локалних демонстраната довели су до запаљења зграде градске управе. Владине снаге нису успеле да потисну проруске настројене, а само су додатно подстакле тензије у Мариупољу.
Дана 16. маја у челичани Метинвеста, заједно са локалном полицијом и снагама безбедности, разбили су побуњенике из градске управе и других окупираних владиних зграда у граду. Већина побуњеника је напустила град, а за оно мало преосталих говорило се да је било ненаоружано. Упркос томе, седиште Доњецке Народне Републике у граду остало је нетакнуто, а проруски демонстранти су се и даље могли видети испред спаљене градске управе.
Украјинске трупе су преузеле контролу над градом 14. јуна, уз помоћ Националне гарде. Заузет је штаб ДНР. Мариупољ је тада проглашен за привремену престоницу Доњецке области, уместо града Доњецка, који су окупирали сепаратисти.

#### Други градови
Многи мањи градови широм Донбаса пали су у руке сепаратиста.
У Артјомовску 12. априла, сепаратисти нису успели да заузму локалну канцеларију Министарства унутрашњих послова, већ су уместо тога заузели зграду градске управе и над њом подигли заставу ДНР. Заузете су и зграде градске управе у Јенакијеву и Дружковки. Полиција је одбила напад проруских милитаната на канцеларију Министарства унутрашњих послова у Красњем Лиману 12. априла, али су зграду касније заузели сепаратисти након окршаја. Побуњеници повезани са Народном милицијом Донбаса заузели су зграду регионалне администрације у Харциску 13. априла, а затим зграду локалне администрације у Ждановки 14. априла.
Демонстранти су 16. априла истакли заставу ДНР над зградама градске управе у Красноармејску и Новоазовску. Зграда локалне управе у Сиверску је на сличан начин заробљена 18. априла. Након преузимања, локална полиција је најавила да ће сарађивати са активистима. Сепаратисти у Јенакијеву су 20. априла напустили зграду градске управе коју су заузели од 13. априла. Упркос томе, до 27. маја град још увек није био под контролом украјинске владе. Проруски демонстранти у Костантиновки запалили су а канцеларије једног листа који је критиковао ДНР.
70 до 100 побуњеника наоружаних јуришним пушкама и ракетним бацачима напало је 24. априла оружарницу у Артемивску. У депоу је било око 30 тенкова. Украјинске трупе покушале су да се боре против побуњеника, али су биле принуђене да се повуку након што је значајан број људи рањен у ватри побуњеника. Министар унутрашњих послова Украјине Арсен Аваков рекао је да је побуњенике предводио човек „обимне браде“, мислећи на руског милитанта Александра Можајева. Око 30 милитаната заузело је седиште полиције у Константиновки 28. априла.
Дана 29. априла, зграду градске управе у Первомајску заузели су побуњеници Луганске Народне Републике, који су затим подигли своју заставу над њом. Истог дана, милитанти су преузели контролу над зградом градске управе у Алчевску. У Красном Лучу, градска управа је пристала на захтеве сепаратистичких активиста да подрже референдуме о статусу Доњецка и Луганска који се одржавају 11. маја, након чега је уследило подизање руске заставе изнад зграде градске управе.
Побуњеници су 1. маја заузели зграду градске управе у Стаханову. Касније током недеље, заузели су локалну полицијску станицу, пословни центар и зграду СБУ. Активисти у Ровенкију су 5. маја заузели зграду полиције, али су је брзо напустили. Истог дана, полицијски штаб у Славјаносербску заузели су припадници Југоисточне армије, која је повезана са Луганском Народном Републиком. Град Антрацит заузео је један број одметнутих донских козака. Побуњеници су 7. маја заузели канцеларију тужиоца у Северодоњецку. Следећег дана, присталице Луганске Народне Републике заузеле су владине зграде у Старобилску.

### Владина контраофанзива: Антитерористичка операција
Арсен Аваков, министар унутрашњих послова, рекао је 9. априла да ће сепаратистички проблем бити решен у року од 48 сати или преговорима или употребом силе. Како преноси државно-новинска агенција Укринформ, он је рекао: „Постоје два супротна начина за решавање овог сукоба – политички дијалог и груб приступ. Спремни смо за оба.“ У то време, председник Олександар Турчинов је већ потписао указ којим се позива да се зграда регионалне државне администрације у Доњецку, коју су заузели сепаратисти, узме „под заштиту државе“. Понудио је амнестију свим сепаратистима који положе оружје и предају се. До 11. априла, премијер Арсениј Јацењук је рекао да је у то време био против употребе „спровођења закона“, али да „постоји граница“ колико ће украјинска влада толерисати.
Као одговор на ширење сепаратистичке контроле у Доњецкој области и одбијање сепаратиста да положе оружје, Турчинов је обећао да ће покренути војну контраофанзивну операцију, названу „Антитерористичка операција“, против побуњеника у региону 15. априла. У оквиру контраофанзиве, украјинске трупе поново су заузеле аеродром у Краматорску после окршаја са припадницима Народне милиције Донбаса. Према писању руских медија, од последица су погинуле најмање четири особе.
Након што су Оружане снаге Украјине поново заузеле аеродром, командант јединице која га је поново заузела, Васиљ Крутов, био је окружен непријатељским демонстрантима који су захтевали да знају зашто су украјинске трупе пуцале на локално становништво. Крутов је затим одвучен назад у ваздушну базу заједно са својом јединицом. Затим су их блокирали демонстранти, који су обећали да неће дозволити војницима да напусте базу. Крутов је касније рекао новинарима да ће „ако они [сепаратисти] не положе оружје биће уништени“. Побуњеници Народне милиције Донбаса ушли су у Славјанск 16. априла, заједно са шест оклопних транспортера за које су тврдили да су их добили од 25. ваздушно-десантне бригаде, која се предала у граду Краматорску.
У извештајима се наводи да су припадници бригаде разоружани након што су разбеснели мештани блокирали возила у пролазу. У другом инциденту, неколико стотина становника села Пчолкино, јужно од Славјанска, опколило је другу колону од 14 украјинских оклопних возила. Након преговора, трупама је дозвољено да одвезу своја возила, али тек након што су пристали да предају оквире из својих јуришних пушака. Ови инциденти су навели председника Турчинова да распусти 25. ваздушно-десантну бригаду. Три припадника Народне милиције Донбаса су погинула, 11 рањено, а 63 ухапшена након што су покушали и нису успели да упадну у базу Националне гарде у Мариупољу.
Турчинов је поново покренуо заустављену контраофанзиву против проруских побуњеника 22. априла, након што су двојица мушкараца, један локални политичар, пронађена „мучени до смрти“. Политичар, Володимир Рибак, пронађен је мртав у близини Славјанска након што су га отели проруски побуњеници. Турчинов је рекао да су „терористи који су ефективно узели целу Доњецку област за таоце сада отишли предалеко“. Министарство унутрашњих послова известило је да су украјинске трупе 23. априла поново заузеле град Свјатогорск у близини Славјанска. Поред тога, Министарство одбране је саопштило да је преузело контролу над свим тачкама од стратешког значаја у области око Краматорска.
Министар унутрашњих послова Арсен Аваков рекао је 24. априла да су украјинске трупе заузеле градску управу у Мариупољу, након сукоба са тамошњим проруским демонстрантима. Упркос томе, у извештају Би-Би-Сија наводи се да, иако се чинило да су украјински војници и градоначелник Мариупоља ушли у зграду у раним јутарњим сатима, украјинске трупе су је напустиле до поподнева. Локални проруски активисти окривили су украјинске националисте за напад на зграду, али су рекли да је ДНР повратила контролу. Представница Републике Ирина Воропојева је рекла: „Ми, Доњецка Народна Република, још увек контролишемо зграду. Било је покушаја провокације, али је сада готово“.
Истог дана, званичници украјинске владе су рекли да су Оружане снаге намеравале да поврате град Славјанск, али да је повећана претња „руске инвазије“ зауставила ове операције. Руске снаге су се мобилисале у кругу од 10 километара (6+1⁄4 ми) од украјинске границе. Званичници су рекли да је током дневних операција убијено седам војника. Председник Турчинов је касније у току дана издао саопштење и рекао да ће „Антитерористичка операција“ бити настављена, наводећи као разлог кризу са таоцима у Славјанску која је у току. До 6. маја 14 украјинских војника је погинуло, а 66 је повређено у борбама.
Рано ујутру 7. маја, Национална гарда је повратила градску управу у Мариупољу након тешких борби са побуњеницима током ноћи. Антивладини демонстранти су рекли да су владине снаге користиле сузавац током операције, што је резултирало повреде када су демонстранти покушали да поново заузму зграду након повлачења Националне гарде. До јутра 7. маја, застава ДНР се поново вијорила изнад зграде.
Украјинске трупе извеле су још један напад на побуњенике у Мариупољу 9. маја. Током напада на окупирану зграду полиције, ту зграду су запалиле владине снаге, због чега су побуњеници побегли. Арсен Аваков је рекао да је 60 побуњеника напало зграду полиције, а не украјинске трупе и да су полиција и друге владине снаге успеле да одбију побуњенике. Убијено је између шест и двадесет милитаната, као и један полицајац. Четири милитанта су ухваћена, а пет полицајаца је рањено.
Један оклопни транспортер заробили су проруски демонстранти током борби. Након сукоба, проруске снаге су подигле барикаде широм центра града. Истовремено, украјинске националне вести објавиле су да су сепаратисти покушали да разоружају украјинске трупе у близини Доњецка. Трупе су пружиле отпор испаљивањем хитаца упозорења и хапшењем 100 сепаратиста. Такође, неименовани свештеник Украјинске православне цркве (Московске патријаршије) покушао је да преговара са сепаратистима у близини Дружкивке, али је касније убијен након што је упуцан осам пута. То су потврдили Црква и Тужилаштво.

### Мај 2014: постреферендумске борбе
Објављено је 12. маја да се, након референдума о локалној аутономији, вођа Народне милиције Донбаса Игор Гиркин прогласио „врховним командантом“ Доњецке Народне Републике. У свом декрету је захтевао да му се сва војска стационирана у региону у року од 48 сати заклиње на верност и рекао да ће сва преостала украјинска војска у региону бити "уништена на лицу места". Затим је затражио од Руске Федерације војну подршку у заштити од „претње интервенције НАТО-а“ и „геноцида“. Павел Губарев, председник Доњецке Народне Републике, увео је ванредно стање 15. маја и обећао „потпуно уништење” украјинских снага ако се не повуку из Донбаса до 21:00. Слично, председник Луганске Народне Републике Валериј Болотов је 22. маја прогласио ванредно стање.
Магнат челика из Доњецка Ринат Ахметов позвао је својих 300.000 запослених у региону Доњецка да се 20. маја "окупе против сепаратиста". Сирене су се огласиле у подне у његовим фабрикама да сигнализирају почетак митинга.[156] У Донбас арени у граду Доњецк одржан је такозвани „Марш мира“, уз пратњу аутомобила који су трубили у подне. Би-Би-Си и Украјинска правда известиле су да су сепаратисти напали нека возила и да су наоружани људи упозорили канцеларије неколико градских такси служби да не учествују. Као одговор на Ахметово одбијање да плати порез Доњецкој Народној Републици, 20. маја је председник Државног савета ДНР Денис Пушилин најавио да ће Република покушати да национализује Ахметовљеву имовину. Дана 25. маја, између 2.000 и 5.000 демонстраната марширало је до Ахметовљеве виле у граду Доњецку и захтевало национализацију Ахметовљеве имовине уз скандирање „Ахметов је непријатељ народа!“.
18 војника је убијено током напада побуњеника на војни контролни пункт у близини града Волновахе, 22. маја. У нападу су уништена три оклопна транспортера и неколико камиона, док је један побуњеник погинуо. Истог дана, конвој од 100 војника покушао је да пређе мост у Рубижну, у Луганској области, и напредује на територију коју држе побуњеници. Напала их је група од 300 до 500 устаника. После борби које су трајале цео дан, војници су били приморани да се повуку. У борбама је погинуло између два и четрнаест војника и између седам и двадесет устаника. Уништена су три борбена возила пешадије војске и један камион, а устаници су заробили још три оклопна возила. Министарство унутрашњих послова је саопштило да су неки побуњеници покушали да уђу у Луганску област из Русије, али су их граничари одбили.
Након декларације Павела Губарева о оснивању „Партије Нове Русије“ 22. маја, представници Доњецке и Луганске републике потписали су споразум о стварању конфедеративне државе Новорусије. Сепаратисти су планирали да инкорпорирају већину јужних и источних региона Украјине у нову конфедерацију, укључујући кључне градове Харков, Херсон, Дњепропетровск, Николајев, Запорожје и Одесу The declaration signed established the position of Russian Orthodoxy as the state religion and an intention to nationalise key industries.. Потписана декларација је утврдила позицију руског православља као државне религије и намеру да се национализују кључне индустрије.
Јединица добровољачке паравојне јединице провладиног батаљона Донбас покушала је 23. маја да напредује на контролни пункт сепаратиста у близини села Карливка, северозападно од града Доњецка. На њих је упала група од 150 до 200 сепаратиста, уз подршку једног од заробљених оклопних транспортера. Провладина паравојска била је окружена сепаратистима и била је бројчано надјачана шест према један све док борци повезани са националистичким десним сектором нису пробили сепаратистичке линије како би омогућили неким члановима групе да побегну.
Погинуло је пет припадника батаљона Донбас, као и четири сепаратиста. Двадесет припадника провладиних паравојних формација је рањено, а најмање четворица су заробљена. Руководство батаљона Донбас оспорило је учешће Десног сектора. Проруски лидер Игор Безлер рекао је да је погубио све заробљене паравојне формације. Други лидер сепаратиста потврдио је да су четири њихова борца убијена, а такође је рекао да је погинуло десет провладиних паравојних формација и два цивила. Током истог дана, двојица проруских сепаратиста су убијена током напада провладине паравојне формације „Украјински батаљон“ на окупирану зграду локалне управе у Торезу.

#### Прва битка за Доњецки аеродром и борбе у Луганску
Ујутро 26. маја 200 проруских побуњеника, укључујући припаднике батаљона Восток, заузели су главни терминал Међународног аеродрома Доњецк, поставили барикаде око њега и захтевали да се владине снаге повуку. Убрзо након изношења ових захтева, украјинска национална гарда је поставила ултиматум сепаратистима тражећи од њих да се предају. Ово је накнадно одбијено. Владине снаге су потом кренуле у напад на положаје сепаратиста на аеродрому са падобранцима и ваздушним ударима. Владине снаге су користиле јуришне хеликоптере. Гађали су противавионски топ којим управљају сепаратисти. Процењује се да је 40 побуњеника погинуло у борбама, а неки цивили су затечени у унакрсној ватри. Између 15 и 35 побуњеника је убијено у једном инциденту, када су два камиона која су превозила рањене борце са аеродрома уништена у заседи од стране владиних снага.
Током борби на аеродрому, Дружба Арену у граду Доњецку су опљачкали проруски побуњеници, који су опљачкали зграду и уништили опрему за надзор и запалили је. Истовремено, полиција у Доњецку саопштила је да су побуњеници убили два полицајца у оближњем граду Горловки. Москва Тајмс је известио да су двојица мушкараца погубљена због „кршења заклетве Доњецкој Народној Републици“.
Побуњеници из Луганске Народне Републике напали су јединицу Националне гарде Украјине у раним сатима 28. маја.

### Ескалација у мају и јуну 2014.
Михаил Ковал, министар одбране, рекао је 30. маја да су украјинске владине снаге „потпуно очистиле“ побуњенике из јужних и западних делова Доњецке области и северног дела Луганске области. У међувремену, унутрашњи државни удар заменио је руководство Доњецке Народне Републике, а нека тела руских бораца погинулих у бици на аеродрому враћена су у Русију.

#### Опсада граничне испоставе Луганска
Двојица сепаратиста су убијена у окршају са украјинским граничарима 31. маја. Два дана касније, пет сепаратиста је убијено када је 500 сепаратиста напало гранични пункт у Луганској области. У борбама је рањено 11 граничара и осам сепаратиста, у којима је убијен и један цивил.

#### Ваздушни напад на Луганск 2. јуна
Дана 2. јуна, осам људи је погинуло, а више од 20 рањено у низу експлозија које су погодиле окупирану зграду РСА у граду Луганску. Сепаратисти су за инцидент окривили владин ваздушни напад, док су украјински званичници то негирали и тврдили да је експлозије изазвала залутала ракета земља-ваздух коју су испалили побуњеници. Организација за европску безбедност и сарадњу (ОЕБС) је сутрадан објавила извештај у коме се наводи да на основу „ограниченог посматрања” верују да је експлозију изазвао ваздушни напад, што поткрепљује тврдње сепаратиста.
Истрага ЦНН-а је пронашла јасне доказе да је напад дошао из ваздуха, а узорак кратера сугерисао је употребу стандардне опреме на Су-25, борбеном ловцу и Су-27 – оба борбена авиона којима управља Украјина. Анализа Радија Слобода такође је закључила да „упркос порицањима, сви докази за смртоносну експлозију упућују на Кијев“. ЦНН је веровао да је то први пут да су цивили убијени у нападу украјинског ваздухопловства током проруских немира 2014. у Донбасу. Сутрадан је Луганска Народна Република прогласила тродневну жалост у граду.

#### Наставак борбе
Владине снаге су уништиле сепаратистичко упориште у Семенивки и 3. јуна повратиле контролу над Красним Лиманом. У борбама су погинула два војника, а четрдесет пет је рањено. Портпарол Оружаних снага Украјине рекао је да је током операције убијено 300 побуњеника, а да је 500 рањено. Побуњеници су рекли да су изгубили између 10 и 50 људи. Рекли су да је најмање 25 убијено док су били у болници у Красном Лиману. Ниједан од ових извештаја није независно потврђен, а обе стране су демантовале извештаје друге о бици.
Следећег дана, побуњеници су заузели опкољени гранични прелаз Луганск, као и базу Националне гарде у близини града Луганска. У борбама на овим просторима погинуло је шест устаника, а рањена су три владина војника. Још један гранични пункт заузели су устаници у Свердловску. База Националне гарде пала је након што је гардистима понестало муниције. Сепаратисти су раније запленили огромне количине муниције са заробљеног граничног прелаза.
Друга гранична станица нападнута је 5. јуна, у селу Мариновка. Владини званичници су саопштили да је убијено између 15 и 16 побуњеника, а да је рањено и 5 војника. Пуцњава између ривалских сепаратистичких група у граду Доњецку догодила се 7. јуна, у близини Доњецке РСА. У борбама је погинуо потпредседник Доњецке Народне Републике Максим Петрухин, а рањен председник Денис Пушилин.

#### Упад руских тенкова
Украјински званичници рекли су да је Русија дозволила тенковима да пређу руско-украјинску границу у Доњецку област 11. јуна. Министар унутрашњих послова Арсен Аваков рекао је да смо „посматрали како пролазе колоне оклопних транспортера, других оклопних возила и артиљеријских оруђа и тенкова који су, према нашим сазнањима, прешли границу и јутрос су били у Сњежњу“. Он је наставио рекавши да су украјинске снаге уништиле део колоне и да су борбе још увек у току. Дописници Ројтерса потврдили су присуство три тенка у граду Доњецк, а Биро за обавештајне и истраживачке послове америчког Стејт департмента је такође саопштио да је Русија заиста послала тенкове, заједно са другим тешким наоружањем, сепаратистима у Украјини.
Наводи се да је послато оружје: колона од три тенка Т-64, неколико вишецевних ракетних бацача БМ-21 Град и друга војна возила. „Русија ће тврдити да су ови тенкови узети од украјинских снага, али ниједна украјинска тенковска јединица није деловала у тој области“, наводи се у саопштењу Стејт департмента. „Уверени смо да су ови тенкови дошли из Русије“. Новоизабрани украјински председник Петро Порошенко је рекао да је „неприхватљиво“ да тенкови прелазе у Украјину. Русија је те извештаје назвала „још једном лажном информацијом“. Ипак, три тенка су касније примећена како се крећу кроз Макијевку и Торез, вијоре заставу Руске Федерације. Побуњеници су потврдили да су набавили три тенка, али вође су одбиле да прецизирају како су их набавили; један милитант је рекао новинарима да потичу „из војног складишта“.
Председник ДНР Денис Пушилин изјавио је да ће три тенка бити стационирана у граду Доњецк и да су дали његовим снагама „барем наду да ће одбранити Доњецк јер се тешко наоружање већ користи против нас“. Константин Машовец, бивши званичник украјинског министарства одбране, рекао је да су тенкове вероватно заплениле руске снаге на Криму пре него што су ушли у копнену Украјину. Антон Херашченко, саветник Арсена Авакова, потврдио је на брифингу у Кијеву да су тенкови некада били у поседу Оружаних снага Украјине на Криму и да су пребачени морским путем у Русију пре преласка границе са Украјином.
Дан након упада тенкова три војника су погинула у заседи устаника у Степановки. Тешке борбе су настављене током јутра 13. јуна, када је влада покренула нови напад на побуњенике у Мариупољу. Украјинске трупе су успеле да поново заузму град и прогласиле га „привременом престоницом“ Доњецке области док влада не поврати контролу над градом Доњецк. У међувремену, пропао је споразум између министра унутрашњих послова Арсена Авакова и председника ДНР Дениса Пушилина, који је требало да успостави прекид ватре и омогући цивилима да побегну од насиља у Славјанску, при чему су обе стране једна другу окривиле за нове нападе. Током следећег јутра, конвој граничара напао је побуњеник док је пролазио Мариупољ, при чему је најмање петоро гардиста погинуло.

#### Оборен Иљушин Ил-76
Иљушин Ил-76МД украјинског ваздухопловства су 14. јуна обориле снаге повезане са Луганском Народном Републиком. Авион се спремао да слети на међународни аеродром Луганск и превозио је трупе и опрему са непознате локације. Свих 49 људи на броду је погинуло. У међувремену, два тенка Т-72 су ушла у Доњецк, а на војном контролном пункту у Луганску избио је окршај који је трајао два дана.

#### Битка за Јампил
Касно 19. јуна, битка вођена тенковима и оклопним возилима избила је у граду Јампил, у близини Красног Лимана који је под контролом владе. До 4.000 побуњеника је било присутно у борбама, које су почеле, према наводима побуњеника, након што су Оружане снаге Украјине покушале да заузму Јампил који су држали побуњеници., са циљем да се пробију до Сиверска. Према Оружаним снагама Украјине, почело је након што су побуњеници покушали да пробију кордон владиних трупа око Красног Лимана који држи влада. Битка је описана као надмашујућа „у смислу силе и размера све што је било“ током сукоба у Донбасу.
Оружане снаге Украјине су користиле и ваздушне и артиљеријске нападе у покушајима да разбију побуњенике. Битка се наставила и сутрадан. Током ноћи убијено је између 7 и 12 војника, а рањено између 25 и 30 војника. Оружане снаге Украјине су саопштиле да су убиле 300 побуњеника, али то није независно потврђено, док су сепаратисти потврдили само двоје погинулих и седам рањених на својој страни. Побуњеници су такође рекли да су уништили један тенк, неколико БМД-1, као и да су оборили бомбардер Су-25..
Украјинска војска је саопштила да је преузела контролу над Јампилом и Сиверском 20. јуна, 20 сати пре једностраног прекида ватре од стране украјинских снага, као део мировног плана украјинског председника Петра Порошенка од 15 тачака.. Такође су признали да се и даље воде тешке борбе у области око Јампила и села Закитне. До тог тренутка, број погинулих војника у бици достигао је 13. Током настављених борби, милитанти су дигли у ваздух мост преко реке у селу Закитне.

### Мировни план у петнаест тачака
Украјински председник Петро Порошенко објавио је 20. јуна мировни план од петнаест тачака. План је позвао на једнонедељни прекид ватре, почевши од 20. јуна, да сепаратисти напусте зграде које су заузели, децентрализацију власти од централне владе у Кијеву и заштиту права на руски језик. Пун текст од петнаест тачака је следећи:
1. Гаранције безбедности за све учеснике преговора.
2. Амнестија за оне који су положили оружје и нису починили тешка кривична дела.
3. Ослобађање талаца.
4. Успостављање тампон зоне од 10 километара (6+1⁄4 ми) на украјинско-руској граници. Повлачење нелегалних оружаних формација.
5. Сигуран коридор за бекство руских и украјинских плаћеника.
6. Разоружање.
7. Формирање јединица за заједничко патролирање у структури МУП-а.
8. Ослобађање незаконито заплењених административних просторија у Доњецкој и Луганској области.
9. Обнављање функционисања локалне самоуправе.
10. Обнављање централног телевизијског и радио емитовања у Доњецкој и Луганској области.
11. Децентрализација власти (кроз избор извршних одбора, заштита руског језика; нацрт амандмана на Устав).
12. Координација гувернера са представницима Донбаса пред изборе
13. Превремени локални и парламентарни избори.
14. Програм отварања радних места у региону.
15. Рестаурација индустријских објеката и објеката друштвене инфраструктуре.

Руски председник Владимир Путин понудио је одређену подршку том плану, али је позвао Порошенка да уведе сепаратисте у преговоре. Руски министар спољних послова Сергеј Лавров рекао је да Порошенков мировни план „личи на ултиматум“. Порошенко је раније одбио да уђе у преговоре са наоружаним сепаратистима. Посматрачи ОЕБС-а у оквиру Специјалне посматрачке мисије у Украјини састали су се 21. јуна са представником Доњецке Народне Републике како би разговарали о мировном плану. Представник је рекао да ће Република одбацити прекид ватре и рекао да су примарни захтеви владе Доњецке Народне Републике "повлачење украјинских снага из Донбаса" и признање Републике. Међутим, након почетних мировних преговора између сепаратиста, украјинских и руских званичника и ОЕБС-а у Доњецку 23. јуна, Александар Бородај, премијер Доњецке Народне Републике, рекао је да ће његове снаге држати примирје. Убрзо након ове изјаве, сепаратисти у Славјанску оборили су хеликоптер Ми-8 Оружаних снага Украјине, убивши све оне који су били у њему. Следећег дана је Канцеларија председника Украјине издала саопштење у којем се наводи да су побуњеници најмање тридесет пет пута прекршили примирје. Председник Порошенко је такође рекао да размишља о прекиду примирја, а Бородај је рекао да „примирја није било“.
Упркос томе, Порошенко је продужио прекид ватре за три дана од планираног завршетка 27. јуна. Као одговор на ову акцију, демонстранти у Кијеву су у великом броју изашли на улице тражећи да се откаже примирје. Прекид ватре је имао мало стварног утицаја на сукобе између владиних и сепаратистичких снага, са најмање пет владиних војника убијено током примирја. До јула, мировни план је пао на страну и Порошенко је прекинуо примирје након што су обе стране оптужиле једна другу за поновљена кршења. После ракетног напада у којем је погинуло деветнаест украјинских војника, Порошенко је обећао да ће се осветити сепаратистима: „Милитанти ће платити стотине својих живота за сваки живот наших војника. Ни један терориста неће избећи одговорност.“

### Јул 2014: офанзива владе након прекида ватре
Након што је окончан једнонедељни прекид ватре који је једнострано прогласио украјински председник Петро Порошенко, Оружане снаге су 1. јула обновиле своје операције против побуњеника. Гранатирање је дошло у Краматорску и Славјанску, а владине снаге су поново заузеле гранични прелаз у Должанску, једном од три главна гранична прелаза која су заузели сепаратисти. Владине снаге су такође поново заузеле села Брусивка и Стари Караван. Истог дана, побуњеници у Луганску су рекли да су преузели контролу над Међународним аеродромом Луганск. Дана 1. јула 2014. у Доњецку је дошло до уличне пуцњаве између супарничких фракција проруских милитаната, која је резултирала смртним рањавањем једне особе, а две друге у критичном стању.
Портпарол Министарства унутрашњих послова Зорјан Шкиријак рекао је да је више од 1.000 проруских побуњеника убијено првог дана након наставка непријатељстава. Лига.нет, позивајући се на извор укључен у владину војну операцију, известио је да је више од 400 побуњеника убијено у акцији, али да веће бројке које су раније објављене не могу бити потврђене. Сами сепаратисти су пријавили само два смртна случаја у борбама код Николајевке.
Побуњеници су 2. јула напали гранични пункт у Новоазовску. Током напада, на стуб је пуцано из минобацача и избили су сукоби. У борбама је погинуо један граничар, а рањено је још осам гардиста. Владине снаге су 4. јула поново заузеле град Николајевку у близини Славјанска. Као резултат тога, група милитаната повезаних са ДПР-ом је пребегла и придружила се украјинској војсци.
У даљем удару на устанике, владине снаге су 5. јула поново заузеле упориште Славјанск. Командант побуњеника ДНР Игор Гиркин донео је одлуку „због огромне бројчане надмоћи непријатеља“, рекао је премијер ДНР Александар Бородај. Он је рекао да су се снаге ДНР повукле у Краматорск, али је ББЦ Њуз јавио да су виђени како напуштају своје контролне пунктове у Краматорску. Касније тог дана, Бородај је потврдио да су побуњеници напустили „цео северни сектор“, укључујући Краматорск, и да су се повукли у град Доњецк. Након повлачења Гиркинових снага у Доњецк, он је преузео контролу над ДНР, заменивши тамошње претходне власти у ономе што је описано као „државни удар“.
Након тога, украјинске оружане снаге су поново заузеле Дружковку, Константиновку и Артемивск. Усред повлачења побуњеника, градоначелник Доњецка Олександар Лукјанченко рекао је да је најмање 30.000 људи напустило град од априла. У одвојеном догађају, украјинске снаге су саопштиле да су приметиле две летелице у Мариупољу и обориле једну од њих.
Уочи планиране владине офанзиве на град Доњецк који су окупирали побуњеници, кључни путеви који воде у град блокирани су 7. јула. Побуњеници су уништили железничке мостове преко путева, због чега су се урушили и блокирали путеве. Министар одбране Валериј Хелетеј изјавио је 8. јула да „више неће бити једностраног прекида ватре“ и рекао да је дијалог могућ само ако побуњеници положе оружје. На међународном аеродрому Луганск 9. јула дошло је до нових борби. Побуњеници повезани са ЛНР рекли су да су заузели аеродром 1. јула, али је украјинска војска успела да задржи контролу над њим. Више од 10.000 домаћинстава у Луганској области је без гаса због оштећења гасовода, наводи се у саопштењу истог дана регионалног снабдевача гасом.
Сукоби на међународном аеродрому Доњецк настављени су 10. јула. Побуњеници су гађали аеродром из минобацача и покушали да га поново заузму, али су их оружане снаге одбиле. Украјинске снаге су повратиле и град Сиверск, што су потврдили и устаници. Истог дана, градска управа Луганска је известила да је шест цивила повређено у току непријатељстава широм града. Било је и извештаја о фракционизму међу сепаратистима, са неким дезертерством. Према овим извештајима, батаљон Восток је одбацио овлашћења Игора Гиркина. Александар Бородај, премијер ДНР, је, међутим, демантовао ове извештаје и рекао да су то лажи.
Тешке борбе су настављене у Луганској области 11. јула. Тог дана, колону Оружаних снага Украјине која се кретала у близини Ровенкија напао је ракетни камион Град који су управљали побуњеници. Ваздушни напад који су покренуле Оружане снаге Украјине је на крају успео да уништи ракетни бацач, али тек након што су погинула 23 војника. У одговору на напад, украјински председник Порошенко је рекао да ће „за сваки живот наших војника милитанти платити десетинама и стотинама својих“. Следећег дана, украјинско ваздухопловство је извело ваздушне ударе на положаје побуњеника широм Доњецке и Луганске области. Украјинска влада је саопштила да је 500 побуњеника убијено у овим ударима, за које су рекли да су одмазде за сепаратистички ракетни напад претходног дана. Четири особе су погинуле у Маринки, западном предграђу Доњецка, након што су ракете погодиле подручје града под контролом побуњеника. Украјинска влада и сепаратисти окривили су једни друге за напад.

### Интензивирање сукоба у источној Доњецкој области
После кратког затишја након повлачења побуњеника из северног дела Доњецке области, борбе су настављене да нагло ескалирају у источним деловима Доњецке области. Гранате су пале на погранични град Доњецк у Ростовској области, у саставу Русије, 13. јула. У гранатирању је убијен један цивил. Руски званичници су за гранатирање окривили Оружане снаге Украјине, док је Украјина негирала одговорност и оптужила побуњенике у Донбасу да су извели напад лажном заставом. Русија је рекла да разматра покретање ваздушних напада на владине циљеве у Украјини као одмазду за гранатирање.
Украјинске снаге су наставиле да освајају Луганск, окончавајући побуњеничку блокаду Међународног аеродрома Луганск. Званичници ЛНР-а су признали да су изгубили 30 људи током борби у селу Александровка. Град Сњежње, који су окупирали побуњеници, погођен је ракетама испаљеним из авиона 15. јула, при чему је погинуло најмање 11 људи и уништено је више кућа. Побуњеници су окривили Ваздухопловство Украјине, али је украјинска влада негирала било какву умешаност у напад.
Сукоби између побуњеника и оружаних снага избили су дуж границе са Русијом у Шахтјорском округу 16. јула. Устаници који су били сакривени у граду Степановка покушали су да побегну из окружења владиних снага у 05:00 часова. Према извештају Националне гарде, побуњеници су тенковима, минобацачком ватром и противтенковским пројектилима напали блокаду пута у близини пограничног села Мариновка. Контролни пункт је гранатиран више од сат времена, узрокујући значајну штету на инфраструктури у Мариновки. Гардисти су успели да одбију напад, па су устанике натерали назад у Степановку, где су борбе настављене. Битка се потом преселила у оближње село Тарани. Најмање 11 украјинских војника је погинуло у борбама. Покушаји да се формира „контактна група“ између побуњеника и украјинске владе, део „мировног плана од 15 тачака“ председника Порошенка, нису успели, остављајући мало наде за обновљени прекид ватре. Устаници су касније рекли да су успешно преузели Мариновку од Оружаних снага.

#### Обарање лета 17 Малезија Ерлајнса
Цивилни путнички авион, Малезија Ерлајнса Флајт 17, оборен је изнад Храбова (село у Доњецкој области) 17. јула 2014. године, при чему је погинуло свих 298 људи у авиону. Побуњеници повезани са ДНР-ом окривили су украјинску владу за катастрофу, док су влада, Холандија и Аустралија окривиле Русију и побуњенике. Одговорност за истрагу делегирана је Холандском одбору за безбедност (ДСБ) и заједничком истражном тиму предвођеном Холандијом (ЈИТ), који су закључили да је авион оборен ракетом земља-ваздух Бук лансираном из проруских сепаратиста под контролом територија у Украјини. Према ЈИТ-у, коришћени Бук потиче из 53. ракетне бригаде за противваздушне ракете Руске Федерације, и превезен је из Русије на дан пада, испаљен са поља у сепаратистичкој -контролисано подручје, а лансер се вратио у Русију након што је коришћен за обарање МХ17.
На основу закључака ЈИТ-а, владе Холандије и Аустралије сматрају Русију одговорном за распоређивање Бук инсталације и предузимају кораке да Русију траже формално одговорном. Ова катастрофа је уследила после два слична инцидента раније ове недеље, када су оборена два авиона украјинског ваздухопловства. У међувремену, борбе у Луганску су довеле до губитка електричне енергије и водовода широм града. Гранатирање је оштетило електричну подстаницу у округу Каменнобродски, што је изазвало губитак струје. Запаљена је и рафинерија нафте у Лисичанску.
У гранатирању Луганска погинуло је најмање 20 цивила, наводи се у саопштењу градске управе. У саопштењу се наводи да је бараж ракета погодио "практично сваки округ". Гранатирање је приморало посматраче ОЕБС-а да побегну из своје канцеларије у Луганску и преселе се у Старобилск. Владине снаге су наставиле да заузимају југоисточни део града. Још 16 људи је умрло током ноћи, а најмање 60 је рањено. Према владином извештају, аеродром у Луганску су обезбеђивале владине снаге током битке.

### Напредовање оружаних снага Украјине ка Луганску и Доњецку
Тешке борбе су настављене током ноћи око доњецког аеродрома, а експлозије су се чуле у свим четвртима у граду. Град је утихнуо 19. јула око 09:00. До 21. јула тешке борбе у Доњецку су поново почеле. Доњецк су потресале експлозије, а ватра из тешког наоружања је изазвала ширење дима над градом. Борбе су биле сконцентрисане у северозападним окрузима Кијевски и Кујбишевски, а такође и у близини централне железничке станице и аеродрома, што је натерало локално становништво да потражи уточиште у склоништима, или да напусти град. Снабдевање града водом је прекинуто током борби, а све железничке и аутобуске везе су заустављене. Улице су испражњене, а побуњеници су подигли барикаде широм града да би контролисали саобраћај. Градове Дзержинск, Соледар и Рубижне су поново заузела владине снаге.
Предграђе Мајорск, изван Горловке, и град Северодоњецк у Луганској области украјинска војска је повратила 22. јула. Посматрачи ОЕБС-а који су посетили Доњецк након борбе претходног дана су изјавили да је град био „практично напуштен“, као и да су борбе престале. Истог дана, премијер ДНР Александар Бородај је рекао да жели да настави разговоре о примирју. Командант ДНР Игор Гиркин је рекао: „Дошао је тренутак када Русија мора да донесе коначну одлуку - да заиста подржи Донбаске Русе или да их напусти заувек“. Такође, про-украјински паравојни Донбаски батаљон је заузео Попасну. Након заузимања Северодоњецка, владине снаге су се бориле против побуњеника око суседног града Лисичанска. Побуњеничка аутомобил-бомба је током тамошњих борби усмртила тројицу војника. Ракетни напади из вишецевног бацача БМ-21 град су покренути против владиних снага стационираних на Веселој Гори, Камишеву, и на луганском аеродрому. Владин новински центар је рекао да је војна ситуација остала „најсложенија“ у областима око „града Доњецка, града Луганска, Краснодона и Попасне“ Владине снаге су 23. јула пробиле побуњеничке блокаду око доњецког аеродрома, и напредовале у северозападни угао Доњецка. Након тога, побуњеници су се повукли из многих подручја на периферији града, укључујући Карловку, Нетајлово, Первомајск и подручје око доњецког аеродрома. Командант побуњеника Игор Гиркин је изјавио да је то урађено да се ојача центар, град Доњецк, као и да би се избегло опкољавање од стране владиних снага. У међувремену, сукоби су се наставили у Шахтјорском рејону, уз границу са Русијом. Усред борбе, два украјинска борбена авиона Су-25 која су пружала ваздушну подршку копненим снагама близу Дмитривка су оборили побуњеници.
До наредног дана, владине су снаге повратиле Лисичанск. Истог дана борбе су бесниле око Горловке. Владине снаге су покренуле ваздушне и артиљеријске нападе на побуњенике у граду, а окршаји су вођени око њега. Један важан мост се срушио у борбама и прекинуо критичко важан пут из града. Људи су побегли од борби у аутомобилима и пешице. Упркос овом напредовању војске, граница са Русијом није обезбеђена. Прелаз Изварине у Луганској области, који је под контролом Армије југоистока, је наведен као главна улазна тачка за оружје и појачање из Русије. Поново је почело гранатирање у Кијевском, Кировском и Петровском округу Доњецка. Према градској управи Доњецка, једанаест кућа је оштећено у Петровском, а најмање једна особа је повређена. Борбе су настављене током ноћи 26. јула, а експлозије, гранатирање и пуцање се чуло широм града.
Током 27. јула, трећег дана владине офанзиве на побуњеничко упориште Горловку, убијено је између двадесет и тридесет цивила. Горловка је практично напуштена, а снабдевање електричном енергијом и водом је прекинуто. У гранатирању су оштећене или уништене многе зграде, укључујући болницу, продавнице, и уреди енергетске компаније. Украјински војници су такође ушли у град Шахтарск, борили се са побуњеницима који су га држали, и освојили га око 14:30. Ово је пресекло коридор снабдевања између територија које су држале ДНР и ЛНР и изоловало побуњенике у Доњецку. Окршаји су избили и у оближњим градовима Снижне и Торез. Жестоке борбе широм Шахтарског рејона приморали су групу холандских и аустралијских истражитеља да прекину истрагу места пада авиона на лету 17 Малејша ерлајнса. Четрдесет један украјински војник је напустио своје положаје да би отишли до граничног прелаза Изварине под побуњеничком контролом, где су рекли побуњеницима да су одбили да се боре против „свог народа“. Побуњеници су им дозволили да побегну из Украјине и пређу у Русију. До 28. јула, стратешко узвишење Савур-Мохила било је под украјинском контролом, заједно са градом Дебаљцево. Побуњеници су раније користили Савур-Мохилу да гранатирају украјинску војску око града Маринивка. До 29. јула још седамнаест цивила је убијено у борбама, док су повређене још четрдесет три особе. Гранатирање је настављено у Лењинским и Кијевским окрузима Доњецка. Према градској управи, ти окрузи су тешко оштећени.
Према извештају Савета за националну безбедност и одбрану Украјине, прелази на граници са Русијом су нападнути са руске територије најмање 153 пута од 5. јуна. 27 граничара је убијено у тим нападима, а 185 је рањено. Владине снаге су постигле даљи напредак 30. јула, када су истиснули побуњенике из Авдијевке, у близини аеродрома Доњецк. Војне операције су застале 31. јула. То је требало да дозволи међународним експертима да испитају место несреће лета 17 Малејша ерлајнса, које се налази у Шахтарском рејону, где су најжешће борбе вођене у претходних неколико дана. Посматраче је на место несреће пратила украјинска војска. После борби у којима су прекинути бројни далеководи, Луганск је изгубио сваки начин снабдевања електричном енергијом. Мало горива је преостало за погон помоћних агрегата. До мањих борби дошло је у Василевки и Жовтњеву. У међувремену, преговори између сепаратиста, Русије, Украјине и ОЕБС су одржани у Минску. Борбе су настављене у Шахтарску. Заседа тамошњих побуњеника на владине снаге је резултовала смрћу десет војника. Једанаест их је нестало, а тринаест је рањено. Владина офанзива на град Первомајск у Луганској области је настављена.
Након низа војних пораза, Игор Гиркин, побуњенички командант за ДНР, позвао је руску војну интервенцију, и рекао да је борбено неискуство његових нерегуларних снага изазвало неуспехе. Он се обратио руском председнику Владимиру Путину, рекавши да би „изгубити овај рат док је председник Владимир Путин на челу Русије угрозила моћ Кремља као и моћ председника лично“. Украјинске владине снаге су затвориле Луганск и Доњецк 3. августа, уз велики број цивилних жртава у оба града. За Луганск је пријављено да је „практично окружен", и скоро без електричне енергије и воде. Ситуација у Доњецку је била мање опасна, услед постојања директне везе са Русијом, али борбе и гранатирање нису попустили. Према украјинској војсци, повраћено је три четвртине територије, претходно у поседу устаника. Такође су изјавили да су потпуно одсекли линије снабдевања између ДНР и ЛНР, после више од недељу дана борби у Шахтјорском рејону.
Након дуге и исцрпљујуће борбе, украјинске оружане снаге су повратиле витални град Јасинувата 4. августа. Најмање пет војника је погинуло у борбама да заузме град, који је стратешки железнички чвор на главном путу између Доњецка и Луганска. Про-владини паравојни батаљони Азов и Шахтарск објавили су да су продрли у Доњецк, и да су започели са „ослобађањем“ града. У изјави украјинске влада је наведено да сви цивили треба да се евакуише из Доњецка, тражећи и од ДНР и ЛНР снага да помогну у успостављању „хуманитарних коридора“ зарад евакуације цивила из Доњецка, Луганска и Горловке. Коментаришући ситуацију у Луганску, градоначелник Сергеј Кравченко је изјавио: „Као резултат блокаде и бескрајних ракетних напада, град је на ивици хуманитарне катастрофе".
5. августа у 17:00, избиле су жестоке борбе у Петровском округу Доњецка. Побуњеници су повратили град Јасинувата након повлачења украјинских владиних снага. Портпарол Националне безбедности и Савета одбране Украјине је рекао да је војска напустила град да би се избегло наношење штете „мирном становништву“, које се евакуише, тако да након тога евакуације град може бити „у потпуности ослобођен“. Он је такође рекао да је железничка станица остала под контролом владе, а да је сав железнички саобраћај блокиран. Борбе између побуњеника и владиних снага су настављене током дана широм региона Донбаса.
Борбе и гранатирање су настављени у Доњецку и 8. августа, а неколико цивила је убијено или рањено. 9. августа, побуњенички командант Игор Гиркин је рекао да је Доњецк „потпуно окружен“ од стране владиних снага. Окршаји између побуњеника и оружаних снага Украјине вођени су и у следећим местима: Многопилија, Степановка, Григоровка, Красни Јар, Победа, Шишково, Комишно, Новоханивка, Красна Таливка, Дмитровка, Сабовка и на Луганском аеродрому. Током ноћи 10. августа, владине снаге су покренуле артиљеријски напад на сам Доњецк, узрокујући „огромну штету“ у граду. Према речима портпарола оружаних снага Украјине, побуњеници су почели да напуштају град током артиљеријског напада, у стању „панике и хаоса“. Болнице и стамбене зграде су тешко оштећене, а многи од преосталих становника су се склонили у подруме. Места Первомајск, Калиново, Комишуваха, у западној Луганској области близу Попасне, освојиле су владине снаге 12. августа, након тешких борби. Гранатирања Доњецка су настављена 14. августа. Игор Гиркин је поднео оставку на место команданта побуњеничких снага Доњецке Народне Републике током овог артиљеријског напада. Њега је заменио Владимир Кононов.
Касније у току дана, конвој од око двадесетак оклопних транспортера и других возила са званичним руским војним таблицама прешли у Украјину, у близини граничног прелаза под побуњеничком контролом, Изварине. Генерални секретар НАТО-а Андерс Фог Расмусен је потврдио да се „догодио руски упад у Украјину”. Украјински председник Петро Порошенко је изјавио да украјинска артиљерија дејствовала те да је уништен значајан „део оклопне колоне Министарства одбране Русије”, који је потом и одбијен у свом напредовању. После овог инцидента, новоименовани премијер ДНР Александар Захарченко је рекао да је у његовим снагама укључено 1.200 руских бораца.
Украјински МиГ-29 борбени авион је оборен од стране побуњеника у Луганској области 17. августа. Десет цивила је убијено у Доњецку, током наставка гранатирања. Оружане снаге Украјине су окружиле град Горловку 18. августа. Владине снаге су такође напредовала по ободима Луганска. Конвој избеглица из Луганска је погодила ракета Град, у близини села Новосвитловка. Десетине цивила је погинуло у нападу, за који је Национална безбедност и Савет одбране Украјине окривио побуњенике. Побуњеници су негирали било какве нападе на конвоје избеглица. Министар ДНР и премијер Владимир Захарченко изјавио је да уколико украјинска влада „разуме предлог да положи оружје, ми ћемо разговарати о једнаким условима као равноправни партнери“. Он је додао, међутим, да влада „мора да нас препозна као државу, јер сада је већ немогуће тражити само одређени степен аутономије“.
Након уласка у град Луганск 18. августа, владине снаге су 19. августа наставиле да напредују кроз град „блок по блок“. Борба се чула на улицама широм града, а настављено је гранатирање насеља под побуњеничком окупацијом. Вођене су борбе за Макејевку и Иловајск, два града надомак Доњецка. Портпарол Министарства унутрашњих послова Украјине је изјавио да су владине снаге „очистиле“ Иловајск од побуњеника, и да је "ослобођен" већи део града. Гранатирани су положаји ДНР у Доњецку. Борбе вођене 19. августа широм Доњетска резултирале су смрћу 34 цивила. Почетком вечери 20. августа, портпарол владиних снага, рекао је да су повратили „значајне делове“ Луганска, после низа уличних борби које су вођене током целог дана.

### Контраофанзива устаника (август — септембар)
Дана 25. августа, покренута је контраофанзива побуњеника која је зауставила офанзиву владе на градове Доњецк и Луганск. Побуњеници су напали владине положаје у Шчастју и дуж реке Сиверски Доњец у Луганској области. Како је дошло до овог напада, побуњеници у Луганску су добили појачање. Владине снаге у близини Иловајска и Амвросијевка у Доњецкој области су опкољене од стране побуњеника, након што је њихов покушај да заузму Иловајск заустављен тешким гранатирањем. Провладин добровољачки батаљон Донбас, који су данима заробљени у граду од стране побуњеника, оптужио је украјинску владу и оружане снаге да су их „напустили“.
Други добровољачки батаљони, као што су Азов и Дњепар, напустили су Иловајск након што су наишли на јак отпор. Лидер батаљона Донбас Семен Семенченко је рекао: „Мислим да је исплативо за Министарство одбране да не шаље помоћ, већ да дође до ситуације да добровољачки батаљони почну да окривљују једни друге ко је коме помогао“. Снаге ДНР-а су 23. августа изјавиле да намеравају да се „пробију до Азовског мора“. У складу са овом изјавом, на приобални град Новоазовск, у јужној Доњецкој области, пао је артиљеријски бараж.
Према западним изворима, колона оклопних возила прешла је у Украјину из Русије код Новоазовска 25. августа. У кругу од 30 километара (18+2⁄3 ми) од ове области током много недеља није било побуњеничких формација. Побуњеници су користили село као базу за гранатирање Новоазовска. Портпарол Савета за националну безбедност и одбрану Украјине рекао је да је улазак колоне у Украјину покушај „руске војске под маском бораца Донбаса да отвори нову зону војне конфронтације“. Русија је негирала учешће своје војске у борбама у Донбасу тврдећи да борбе воде искључиво побуњеници против Кијевских власти у којима учествује нацистички Десни сектор. Тешке борбе су се водиле у селу Маркине, 7 километара (4+1⁄4 ми) од Новоазовска..
Како се наводи на сајту града Мариупоља, батаљони Дњепар и Донбас су одбили напад, а „нападачи“ су се повукли ка граници. Руски министар спољних послова Сергеј Лавров рекао је да нема сазнања о инциденту и сугерисао да су извештаји о инциденту као упаду руских снага „дезинформације“. Непосредно пре појаве колоне, област је била снажно гранатирана. Најближи устанички артиљеријски положаји били су изван домета овог подручја.
Сељани из Колоског у Старобешевском округу рекли су Ројтерсу да су се војници са руским акцентом и без идентификационих ознака појавили у селу током викенда 23-24. августа. Поставили су блокаду у близини села. Мушкарци су носили карактеристичне беле траке на рукама. Сељани су их називали „учтивим зеленим људима“, термином који је коришћен за означавање нерегуларних руских снага које су преузеле контролу над Кримом од фебруара 2014. Након појаве ових мушкараца, десет војника у зеленим војним униформама са белим тракама на рукама је било заточене од стране украјинских снага у Дзеркалнеу. Ово село се налази северно од Новоазовоска, 7 километара (4+1/4 миље) од Колоског и око 20 km (12 mi) од руске границе.
Руска војска је потврдила да су ти људи руски падобранци и да су заробљени. Руско Министарство одбране је саопштило да су мушкарци ушли у Украјину „грешком током вежбе“. Служба безбедности Украјине (СБУ) објавила је видео снимке за које је рекла да су интервјуи са заробљеним руским војницима. На једном од видео снимака, војник је рекао да су их њихови команданти послали у марш од 70 километара (43+1/2 миље) „без објашњења његове сврхе или упозорења да ће се наћи на територији Украјине, где су их ухапсили украјински снаге и предао се без борбе“.
Побуњеници су потиснути у Новоазовск 27. августа. Док је украјинска влада рекла да су под „потпуном контролом“ Новоазовска, градоначелник града Олег Сидоркин је потврдио да су га побуњеници заузели. Он је такође рекао да су побуњеници у нападу на град користили "десетине" тенкова и оклопних возила. Најмање четири цивила су рањена у гранатирању побуњеника. На северу, близу Старобешева, украјинске снаге су саопштиле да су приметиле колону од 100 оклопних возила, тенкова и ракетних камиона Град која је ишла на југ, ка Новоазовску. Рекли су да су ова возила означена "белим круговима или троугловима", слично белим тракама које су виђене на заробљеним руским падобранцима раније ове недеље. Усред притиска на овај нови трећи фронт, владине снаге су се повукле на запад према Мариупољу.
Они су евакуисали град Старобешево, између осталих области на 75 km (47 mi) пограничног подручја од Азовског мора до постојећих територија које држе побуњеници. Извештај The New York Times-а описује војнике који су се повлачили као „исцрпљене, прљаве и уплашене“. Западни званичници описали су нове акције побуњеника као „стелт инвазију“ Руске Федерације, са тенковима, артиљеријом и пешадијом за које се тврди да су прешли у Украјину са руске територије. Портпарол америчког Стејт департмента Џен Псаки рекла је да „ови упади указују да је вероватно у току контраофанзива у руској режији“, а украјински председник Петро Порошенко је рекао да је „дошло до инвазије руских снага“. У саопштењу Савета за националну безбедност и одбрану Украјине (НСДЦ) се касније наводи да су Новоазовск заузеле „руске трупе“, упркос ранијим порицањима украјинске владе.
Према НСДЦ-у, украјинске трупе су се повукле из Новоазовска да би спасиле животе и уместо тога су припремале одбрану у Мариупољу. У међувремену, борбе су се наставиле у граду Доњецку и око њега. Гранате су пале на Калињински округ у Доњецку, а батаљон Донбас је наставио да се бори против побуњеника који су их данима заробили у Иловајску.[336][349][352] командант НАТО-а Бриг. Генерал Нико Так је 28. августа рекао да „више од“ 1.000 руских војника делује у зони сукоба у Донбасу. Усред онога што је Њујорк тајмс описао као „хаос“ у зони сукоба, побуњеници су поново заузели Савур-Могилу.
Упркос овим напредовању проруских снага, Национална гарда Украјине је 29. августа привремено преузела град Комсомолске у Старобешевском округу Доњецке области. Међутим, два дана касније, украјинске снаге су се повукле из града, а Комсомолске су поново заузеле снаге ДНР. На другим местима, украјинске снаге су се повукле из Новосвитливке након што су их напали, како су рекли, „руски тенкови“. Рекли су да је свака кућа у селу порушена. Заробљени батаљон Донбас повукао се из Иловајска 30. августа након преговора о споразуму са проруским снагама. Према неким од трупа које су се повукле из Иловајска, снаге ДНР-а су прекршиле споразум и пуцале на њих док су се они повлачили под белим заставама, убивши чак неколико десетина.
Украјински патролни чамац у Азовском мору погођен је артиљеријском ватром са обале 31. августа. Осам морнара је спашено из чамца који је тонуо, док су два члана посаде нестала. Бивши командант побуњеника Игор Гиркин рекао је да су побуњеници "први поморски пораз нанели непријатељу". Владине снаге су се повукле са међународног аеродрома Луганск 1. септембра, упркос томе што су неколико недеља раније држале аеродром од напада побуњеника. У ноћи пре повлачења на аеродрому су се водиле жестоке борбе, а украјински званичници су рекли да је њихове снаге на аеродрому напала колона руских тенкова. Сукоби су настављени и на међународном аеродрому Доњецк.
Посматрачи ОЕБС-а су 4. септембра приметили тешке борбе у близини села Широкине и Безименне. Ова села су 24 km (15 mi) и 34 km (21 mi) источно од Мариупоља. Украјински званичници у Мариупољу саопштили су да се ситуација тамо „погоршава из сата у сат“ и да постоји непосредна опасност од напада на град. Снаге ДПР су 4. септембра дошле на 5 km (3,1 mi) од града, али је њихово напредовање одбијено у контранападу који су преко ноћи покренуле Оружане снаге и батаљон Азов. Враћени су око 20 километара (12+1⁄2 миље) источно од града. Чуло се стално гранатирање на периферији Мариупоља.

### Примирје и прекид ватре у септембру 2014.
После вишедневних мировних преговора у Минску под покровитељством Организације за европску безбедност и сарадњу (ОЕБС), Украјина, Русија, ДНР и ЛНР договориле су се о прекиду ватре 5. септембра. Посматрачи ОЕБС-а су рекли да ће поштовати прекид ватре и помоћи украјинској влади у његовом спровођењу. Према Њујорк тајмс-у, споразум је био „скоро дословна” репликација пропалог јунског „мировног плана од 15 тачака” украјинског председника Петра Порошенка. Договорено је да дође до размене свих заробљеника које су заузеле обе стране и да се тешко наоружање уклони из зоне борбених дејстава.
Осим тога, Руси нашироко примењују тортуру против заробљених Украјинаца (и војних и цивилних, што је ратни злочин). Један од првих забележених случајева мучења ратних заробљеника у Украјини био је инцидент 7. октобра 2014. године у граду Зугрес (Доњецка област), када је 53-годишњи Украјинац Игор Кожома, који је покушао да изведе своју супругу из окупације, окован за стуб и неколико сати мучен од стране Руса и локалних сепаратиста . Сличан случај је био са становницом Доњецка Ирином Довган (цивил), која је јавно мучена због свог проукрајинског става .
Требало је да се одржавају хуманитарни коридори како би цивили могли да напусте погођена подручја. Председник Порошенко је рекао да ће областима Доњецка и Луганска бити додељен „посебан статус“, а употреба руског језика у овим областима ће бити заштићена законом. Лидери ДНР и ЛНР рекли су да су задржали жељу за пуном независношћу од Украјине, упркос овим уступцима. Руски председник Владимир Путин и украјински председник Порошенко разговарали су о прекиду ватре 6. септембра. Обе стране су саопштиле да су задовољне прекидом ватре и да се он генерално држи.
Прекид ватре је више пута кршен у ноћи 6. на 7. септембар, а током дана 7. септембра. Ови прекршаји су резултирали смрћу четири украјинска војника, док је 29 рањено. Пријављено је снажно гранатирање од стране побуњеника на источној периферији Мариупоља, а посматрачи ОЕБС-а рекли су да је украјинска влада испалила ракете са међународног аеродрома Доњецк. ОЕБС је саопштио да ова кршења споразума неће довести до колапса примирја. Украјински председник Петро Порошенко рекао је 10. септембра да је „70% руских трупа враћено преко границе“, а такође је додао да му ова акција даје „наду да мировне иницијативе имају добре изгледе“.
Међутим, кршење примирја је настављено. У складу са Протоколом из Минска, посматрачи ОЕБС-а су рекли да су 12. септембра у 03:40 часова приметили размену заробљеника у близини Авдијевке. Украјинске снаге ослободиле су 31 побуњеника ДНР, док су снаге ДНР ослободиле 37 украјинских војника. ОЕБС прати документована кршења Протокола из Минска у бројним областима Доњецке области од 13. до 15. септембра. Ове области су укључивале Макијевку, Телманово, Дебаљцево, Петровско, у близини Мариупоља, Јасинувату и међународни аеродром Доњецк, где су се водиле интензивне борбе. Два оклопна возила у којима су путовали посматрачи су погођена гелерима, што је једно од возила учинило неупотребљивим и натерало посматраче да се повуку.
Према посматрачима, кретање трупа и опреме вршиле су и ДНР и украјинске снаге. Они су такође рекли да постоје „проблеми командовања и контроле“ између обе стране у сукобу. Посјета посматрача Међународном аеродрому Луганск одржана је 20. септембра. Рекли су да је аеродром "потпуно уништен" и потпуно неупотребљив. Украјински председник Петро Порошенко рекао је 21. септембра да су Оружане снаге Украјине изгубиле између 60% и 65% своје укупне активне опреме током рата.
Чланови Трилатералне контакт групе и ДНР учествовали су на видео конференцији 25. септембра 2014. године. Како се наводи у саопштењу које је ОЕБС објавио дан после конференције, све стране су се сложиле да су борбе „утихнуле последњих дана” и да је „ситуација дуж 70 одсто” тампон зоне „мирна”. Такође су поручили да ће „не штедети напоре“ да ојачају прекид ватре. Настављена су раштркана кршења примирја.
У најзначајнијем инциденту од почетка примирја, седам украјинских војника је погинуло 29. септембра када је тенковска граната погодила оклопни транспортер којим су путовали у близини међународног аеродрома Доњецк. Уследио је окршај у коме су многи војници били рањени. Током наредних неколико дана, борбе су се наставиле око међународног аеродрома Доњецк, док је сам град Доњецк био под тешким гранатирањем. Усред овог поновног насиља, председавајући ОЕБС-а Дидије Буркхалтер је издао саопштење у којем је „позвао све стране да одмах престану да се боре“, а такође је рекао да би довођење примирја у опасност од колапса било „неодговорно и жалосно“.
Према извештају који је 8. октобра објавила Канцеларија високог комесара Уједињених нација за људска права (ОХЦХР), прекид ватре који се примењује Протоколом из Минска постаје „све крхкији“. У саопштењу у коме је најављено објављивање извештаја наводи се да је од почетка примирја погинула најмање 331 особа, а да су се најжешће борбе водиле око међународног аеродрома Доњецк, Дебаљцева и Шчастја. У извештају се наводи да је већина цивилних смртних случајева проузрокована и побуњеничким и украјинским гранатирањем.
Неколико стотина припадника Националне гарде протестовало је 13. октобра испред зграде украјинског председника у Кијеву. Тражили су престанак војне обавезе и сопствену демобилизацију. Према Кијев Посту, многи демонстранти су изјавили да су се сукобили са демонстрантима Евромајдана и да нису за тај покрет.

### Сепаратистички избори у новембру 2014. и последице
Тешке борбе су настављене широм Донбаса до октобра, упркос прекиду ватре. Кршењем процедуре договорене у оквиру Протокола из Минска, власти ДНР и ЛНР одржале су парламентарне и извршне изборе 2. новембра. Као одговор на изборе, украјински председник Петро Порошенко затражио је од парламента да укине „посебан статус“ који је додељен областима под контролом ДНР и ЛНР у оквиру Протокола из Минска. Заменик премијера ДНР Андреј Пургин рекао је да су украјинске снаге 6. новембра покренуле „свестрани рат“ против ДНР и ЛНР.
Украјински званичници су негирали било какву офанзиву и поручили да ће се придржавати Протокола из Минска. Упркос томе, борбе су се наставиле широм Донбаса, оставивши многе мртве војнике. Истовремено, представници сепаратиста затражили су прераду Протокола из Минска, као резултат поновљених кршења. Повремено гранатирање Доњецка обновљено је 5. новембра. Посматрачи ОЕБС-а известили су 8. новембра да је било великих кретања необележене тешке опреме на територији коју држе сепаратисти.
Ови покрети су укључивали оклопне транспортере, камионе, цистерне за гориво и тенкове, којима су управљали и пратили људи у тамнозеленим униформама без обележја. Портпароли украјинске владе су рекли да је реч о кретању руских трупа, али да се то не може независно проверити. Током ноћи на 9. новембар, интензивно гранатирање са положаја владе и побуњеника потресло је Доњецк. Председавајући ОЕБС-а Дидије Буркхалтер рекао је да је „веома забринут” због „поновног избијања насиља” и нагласио важност придржавања Протокола из Минска. Посматрачи ОЕБС-а су 9. новембра приметили још конвоја муниције на територији под контролом сепаратиста. Међу њима је било 17 неозначених зелених камиона ЗиЛ напуњених муницијом у Свердловску и 17 сличних камиона Камаз који су вукли хаубице у Зухресу. Још један конвој од 43 зелена војна камиона, од којих су неки вукли хаубице и ракетне бацаче, посматрали су ОЕБС-ови посматрачи у Доњецку 11. новембра.
Након извештаја о овим кретањима трупа и опреме, генерал НАТО-а Филип Бридлав је 12. новембра рекао да може да потврди да су руске трупе и тешка опрема прешле у Украјину током претходне недеље. У одговору на то, украјинско Министарство одбране је саопштило да се припрема за поновну офанзиву проруских снага. Портпарол руског Министарства одбране генерал-мајор Игор Конашенков рекао је да „нема и нема доказа“ који би подржали изјаву НАТО-а.
До 2. децембра, најмање 1.000 људи је погинуло током борби у Донбасу, од потписивања Минског протокола почетком септембра. У извештају Би-Би-Сија се наводи да је прекид ватре био „фикција”. У светлу ових наставака борби, украјинске и сепаратистичке снаге су се сложиле да прекину све војне операције за „Дан тишине“ 9. децембра. Украјински председник Петро Порошенко рекао је да се нада да ће „Дан тишине“ подстаћи потписивање новог мировног споразума. Иако након „Дана тишине“ нису одржани нови мировни преговори, борбе између украјинских и сепаратистичких снага су се значајно смањиле током децембра. У извештају Међународне кризне групе наводи се да је финансијска криза у Русији крајем 2014. године, у комбинацији са америчким и европским економским санкцијама, одвратила даље напредовање проруских снага.[403] Извештај је такође изразио забринутост због потенцијала за „хуманитарну катастрофу“ у Донбасу који контролишу сепаратисти током хладних зимских месеци, наводећи да сепаратисти нису у стању да „пруже основне услуге становништву“.
У складу са Протоколом из Минска, током недеље од 21. до 27. децембра извршено је више размена затвореника. Током те недеље у Минску је одржано више разговора које је организовао ОЕБС, али они нису постигли резултат. Украјински председник Петро Порошенко је на конференцији за новинаре 29. децембра рекао да Протокол из Минска постаје делотворан „тачку по тачку“, а такође је рекао да се „остварује напредак“. Од потписивања Протокола, више од 1.500 људи које су сепаратисти држали пуштено је на слободу у оквиру размене заробљеника. Док су украјинске снаге губиле око 100 људи дневно пре Протокола, само око 200 је убијено у четири месеца од његовог потписивања. Порошенко је такође рекао да верује да ће сукоб бити окончан само ако руске трупе напусте Донбас.

### Ескалација у јануару 2015.
Посматрачи ОЕБС-а су известили о „порасту тензија“ после Нове године. Забележена су бројна кршења примирја, а већина се догодила у близини међународног аеродрома Доњецк. У Луганској области избиле су борбе међу побуњеничким групама. У једном инциденту, милитанти ЛНР су рекли да су 2. јануара 2015. убили Александра Беднова, вођу проруског „Бетмен батаљона”. у мучењу затвореника. У другом инциденту, вођа донске козачке милитантне групе са седиштем у Антратциту, Николај Козицин, рекао је да је територија коју контролише његова група, на коју полаже Луганска Народна Република, постала део „руског царства“, а да је руски председник Владимир Путин је био њен „цар“. Међуградски аутобус заустављен на владином контролном пункту у Бухашу погођен је ракетом Град 13. јануара, при чему је погинуло 12 цивила. Украјински председник Петро Порошенко прогласио је дан националне жалости. Бухас се налази 35 km (22 mi) југозападно од града Доњецка.
Нову зграду терминала на међународном аеродрому Доњецк, која је била место борби између украјинских и сепаратистичких трупа од маја 2014. године, заузеле су снаге ДНР 15. јануара. У данима пре заузимања, аеродром је био оптерећен ракетном ватром сепаратиста. Лидер ДНР Александар Захарченко изјавио је да је заузимање аеродрома први корак ка повратку територије коју су украјинске снаге заузеле средином 2014. Он је рекао: „Нека наши земљаци чују ово: Нећемо се само одрећи наше земље. Или ћемо заузети врати се мирним путем, или тако“, мислећи на заузимање аеродрома.
Таква офанзива сепаратистичких снага би сигнализирала потпуни слом често игнорисаног Протокола из Минска, којим је успостављена тампон зона између територија под контролом Украјине и територија под контролом сепаратиста. Украјинске снаге рекле су да „није било наређења за повлачење“ са аеродрома, а председавајући парламента ДНР Андреј Пургин рекао је да, иако су снаге ДНР преузеле контролу над зградама терминала, борбе су у току јер „Украјинци имају много места за скривање“. Истовремено, нова рунда преговора у Минску, коју је Трилатерална контакт група за Украјину заказала за 16. јануар, отказана је након што су лидери ДНР и ЛНР одбили да присуствују.
Војна операција владе током викенда 17 – 18. јануара довела је до тога да су украјинске снаге поново заузеле већи део међународног аеродрома Доњецк. Према речима представника украјинског НСДЦ-а Андрија Лисенка, операција је обновила линије контроле успостављене Протоколом из Минска и стога није представљала његово кршење. Операција је довела до померања борби ка самом Доњецку, што је резултирало тешким гранатирањем стамбених делова града који се граниче са аеродромом. Власти ДНР-а саопштиле су да су зауставиле владине снаге на Путиливском мосту, који повезује аеродром и сам град. Мост, који је стратешки важан, порушен је током борби. Посматрачи ОЕБС-а су известили да је гранатирање нанело велику штету у стамбеним областима у Доњецку: Кијевски, Кировски, Петровски и Ворошиловски рејон.а
Француски председник Франсоа Оланд и немачка канцеларка Ангела Меркел изнели су 7. фебруара нови мировни план. Француско-немачки план, састављен након разговора са украјинским председником Петром Порошенком и руским председником Владимиром Путином, виђен је као оживљавање Протокола из Минска. Председник Оланд је рекао да је план "последња шанса" за решење сукоба. План је изнесен као одговор на америчке предлоге да се украјинској влади пошаље наоружање, нешто за шта је канцеларка Меркел рекла да ће резултирати само погоршањем кризе.
Борбе су се погоршале уочи заказаних преговора за 11. фебруар да би се разговарало о француско-немачком мировном плану. Снаге ДНР-а гранатирале су град Краматорск 10. фебруара, који је последњи пут био у борбама јула 2014. Гранатирање је гађало штаб Оружаних снага града, али је погодило и оближњу стамбену област. Седам људи је погинуло, док је 26 рањено. Провладин батаљон Азов покренуо је офанзиву да поврати подручја под контролом сепаратиста на периферији Маријупоља, са центром у селу Широкино. Командант батаљона Андриј Билецки рекао је да се његове снаге крећу ка Новоазовску.
У октобру 2015. члан посматрачке мисије Максим Удовиченко, кога је Русија делегирала у ОЕБС, суспендован је због „непристојног понашања“ у вези са алкохолом док је био у Северодоњецку и признао је да је заправо официр ГРУ.

### Минск 2, прекид ватре и расплет
Заказани самит у Минску 11. фебруара 2015. резултирао је потписивањем новог пакета мировних мера, под називом Минск 2, 12. фебруара. План, сличан по садржају неуспелом Протоколу из Минска, позивао је на безусловни прекид ватре, који би, поред многих других мера, почео 15. фебруара. Упркос потписивању Минска 2, борбе су се наставиле око Дебаљцева. Снаге ДНР саопштиле су да се прекид ватре не односи на Дебаљцево и наставиле су офанзиву. Украјинске снаге су биле принуђене да се повуку из области Дебаљцева 18. фебруара, остављајући сепаратистичке снаге под контролом града.
У седмици након пада Дебаљцева у руке проруских снага, борбе у зони сукоба су јењавале. Снаге ДНР и ЛНР почеле су да повлаче артиљерију са линија фронта, како је навео Минск 2 24. фебруара, а Украјина је то учинила 26. фебруара. Украјина је известила да није претрпела жртава током 24–26. фебруара, што се није догодило од почетка јануара 2015. године.
Мањи окршаји су настављени и у марту, али је прекид ватре углавном поштован широм борбене зоне. Украјинске и сепаратистичке снаге повукле су већину тешког наоружања наведеног у Минску 2 до 10. марта. Мања кршења примирја настављена су током марта и априла, иако су се и даље одржавала, а број жртава које су пријавиле обе стране је знатно смањен. Борбе су се разбуктале 3. јуна 2015, када су побуњеници ДНР-а покренули напад на Маринку коју контролише влада. У тој бици коришћена је артиљерија и тенкови, која је описана као најтежа од потписивања Минска 2.
У Доњецку је 15. јуна одржан антиратни протест. Протест, први те врсте на територији коју контролишу проруски сепаратисти, позвао је на прекид борби у Донбасу. Око 500 људи, који су се окупили испред зграде РСА, узвикивало је „Зауставите рат!“, „Вратите нам наше куће, куће су нам разваљене!“ и „Губи се одавде!“ Конкретно, демонстранти су захтевали да сепаратисти престану да испаљују ракетне нападе из стамбених насеља на периферију Доњецка.
Док су све стране у сукобу наставиле да подржавају спровођење мера које је навео Минск 2, мањи сукоби су настављени на дневној бази током јуна и јула 2015. Украјинске трупе су свакодневно трпеле губитке, а прекид ватре је означен као „неизводљив“ и „немогуће спровести“. И поред сталних борби и гранатирања дуж линије додира, није дошло до територијалних промена. Ово стање застоја довело је до тога да је рат означен као „замрзнути конфликт“.
Након вишемесечног кршења примирја, украјинска влада, ДНР и ЛНР заједнички су се сложили да зауставе све борбе, почевши од 1. септембра 2015. Овај споразум се поклопио са почетком школске године у Украјини и требало је да омогући још један покушај спровођење тачака Минска 2. До 12. септембра, немачки министар спољних послова Франк-Валтер Штајнмајер рекао је да је прекид ватре одржан и да су стране у сукобу „веома близу” постизања споразума о повлачењу тешког наоружања са линије додира, како је прецизирао Минск 2. У околини Мариупоља, укључујући село Широкино, није било борби. Према речима украјинског министра одбране Степана Полторака, насиље у Донбасу је достигло најнижи ниво од почетка рата.
Иако је прекид ватре и даље трајао до новембра, није договорено коначно решење сукоба. Њујорк тајмс је описао овај резултат као део „заједничког лука постсовјетског сукоба, видљивог у грузијским енклавама Јужној Осетији и Абхазији, Нагорно-Карабаху у Азербејџану и Придњестровљу у Молдавији“, и навео да су области под контролом сепаратиста постале „замрзнута зона“, где људи „живе у рушевинама, усред уништене идеологије, у рушевинама старог царства“. Овакво стање се наставило и 2016. године, са извештајем Би-Би-Си-ја од 15. априла који је сукоб означио као „Заборављени рат Европе“. Мања избијања борби настављена су дуж линије додира, иако није дошло до већих територијалних промена.
Ново примирје ступило је на снагу 1. септембра 2016. године, које је тада дописник Би-Би-Си-ја Том Бариџ описао као „први пут да је дошло до истинског заустављања борби за 11 месеци“, а 2018. године ТАСС је описао као најуспешнији прекид ватре у току сукоба. У року од неколико дана обе стране су једна другу оптужиле за кршење примирја, иако су такође изјавиле да се примирје у великој мери поштује. Ипак, 6. септембра (2016.) украјинске власти су пријавиле смрт још једног војника. 24. децембра 2016. ступио је на снагу десети неодређени прекид ватре од почетка сукоба; према Специјалној посматрачкој мисији ОЕБС-а у Украјини, украјинској влади и сепаратистима, прекид ватре није поштован.

### Избијање тешких борби у јануару 2017. и неуспели прекид ватре
Година 2016. је била прва пуна календарска година сукоба у којој Украјина није изгубила територију од проруских снага. Поред тога, и украјинске оружане снаге (211 борбених губитака и 256 неборбених губитака) и локално становништво (13 у областима под контролом украјинске владе) претрпеле су много мање жртава него 2015. године. Нова година је, међутим, донела нову ерупцију тешких борби, почевши од 29. јануара 2017. године, са средиштем око града Авдијевке који је под контролом Украјине.
Руски председник Владимир Путин потписао је 18. фебруара 2017. декрет којим ће руске власти признати лична документа и документе о регистрацији возила издате од ДНР и ЛНР. Председнички декрет се односио на „сталне становнике одређених области украјинске Доњецке и Луганске области“, без икаквог помињања самопроглашених Народне Републике. Украјинске власти су оцениле да је декрет директно у супротности са споразумом из Минска 2 и да „правно признаје квазидржавне терористичке групе које покривају руску окупацију дела Донбаса“. Генерални секретар Организације за безбедност и сарадњу у Европи (ОЕБС) Ламберто Занијер изјавио је 19. фебруара да декрет „подразумева... признавање оних који издају документа, наравно“ и да би то отежало одржавање примирја.
Руски министар спољних послова Сергеј Лавров, након састанка са украјинским, немачким и француским колегама у Минхену 18. фебруара, рекао је да је прекид ватре између Украјине и сепаратиста договорен од 20. фебруара 2017. године. Али према портпаролу украјинских оружаних снага 20. фебруара 2017. напади сепаратиста су настављени, иако је он изјавио да је дошло до „значајног смањења војне активности“. Генерални секретар ОЕБС-а Занијер је 21. фебруара изјавио да и даље постоји значајан број кршења закона. о прекиду ватре и „нема доказа о повлачењу оружја“.
Према обе стране у сукобу, четврти покушај примирја из 2017. пропао је у року од неколико сати 24. јуна 2017. године. „Повратак у школу прекид ватре“ који је почео 25. августа 2017. такође је одмах пропао када су, истог дана, оба борца тврдила да га је друга страна прекршила. Снаге ДНР-а и ЛНР-а су одмах прекршиле још један „божићни прекид ватре“ који је требало да се поштује почевши од 00:00 (по источноевропском времену) 23. децембра 2017. према украјинским оружаним снагама (пријављујући девет кршења, укључујући смрт убијеног украјинског војника од непријатељског снајпериста и тврдећи да Украјинци нису узвратили). С друге стране, ДНР је навела да су украјинске оружане снаге прекршиле примирје, док је новинска агенција ЛНР Луганскиинформцентар исто рекла, али и да се „примирје генерално поштује“. Дана 27. децембра 2017. као део договора из Минска, извршена је размена заробљеника са 73 украјинска војника замењена за преко 200 сепаратиста..
Украјински парламент је 18. јануара 2018. усвојио закон о повратку контроле над областима које држе сепаратисти. Предлог закона је усвојен уз подршку 280 посланика у Врховној ради од 450 места (због рата у Донбасу и руске анексије Крима 2014. године, само 423 од 450 места у парламенту изабрано је на претходним изборима). Руска влада је осудила нацрт закона, назвавши га „припремама за нови рат“, и оптужила украјинску владу за кршење споразума из Минска. Законом о реинтеграцији Донбаса републике Доњецк и Луганск су означене као „привремено окупиране територије“, док је Русија означена као „агресор“. Закон је дао председнику Порошенку „право да користи војну силу унутар земље, без сагласности украјинског парламента“, што би укључивало и враћање Донбаса. Предлог закона подржава забрану трговине и транспортну блокаду истока која је на снази од 2017. Према закону, једини документи које би Украјина признала јесу извод из матичне књиге рођених и умрлих.
Нови прекид ватре који су се договориле све стране у сукобу ступио је на снагу 5. марта 2018. године. До 9. марта, украјинска војска је тврдила да је не посматрају снаге ДНР и ЛНР, које су заузврат тврдиле исто од украјинске војске. Трилатерална контакт група за Украјину је 26. марта 2018. договорила „свеобухватан, одржив и неограничен прекид ватре“ који је требало да почне 30. марта 2018. године. Срушио се првог дана. Украјина је званично окончала „Антитерористичку операцију“ (АТО) и заменила је „Операцијом здружених снага“ (ЈФО) 30. априла 2018. године. Према речима генерал-потпуковника Сергија Најева, команданта Операције здружених снага, преименовање је требало да означи да се Украјина не бори против аутохтоних „терориста“ или „сепаратистичких милитаната“ у Донбасу, већ против руске војске. Истог дана, САД су потврдиле да су Украјини испоручиле противтенковске пројектиле "Џавелин". Према Вашингтон Посту, ракете ће бити држане подаље од линије фронта и биће коришћене само у случају потпуног сепаратистичког напада.
Дана 28. јуна 2018. договорен је нови „споразум“ „свеобухватни и неодређени режим прекида ватре“ који треба да почне 1. јула 2018. године. Неколико сати након његовог почетка и проруска и украјинска страна оптужиле су једна другу за кршење овог примирја. Прекид ватре од 29. августа 2018. такође није успео. Дана 31. августа 2018, лидер ДНР Александар Захарченко погинуо је у експлозији у ресторану, у Доњецку.
Како је објављено 27. децембра 2018, Јуриј Бирјуков, саветник украјинског председника Петра Порошенка, тврдио је да је скоро цела „сива зона“ између сукобљених страна ослобођена од руских снага без кршења мировних споразума из Минска и да је потпала под контролу украјинских оружаних снага. То је сутрадан потврдио начелник Генералштаба Оружаних снага Украјине Виктор Муженко. Истог дана договорено је ново (и 22. покушај склапања) примирје на неодређено време почевши од поноћи 29. децембра. И Украјинци и сепаратисти су се међусобно оптуживали за кршење примирја на дан ступања на снагу.
Трилатерална контакт група за Украјину је 7. марта 2019. године договорила ново примирје које ће почети 8. марта 2019. године. Иако је Украјина тврдила да су га „руски опуномоћеници“ (сепаратисти) прекршили истог дана, борбе су замрле, а украјинска страна је изјавила да је прекид ватре у потпуности поштован од 10. марта 2019. године.

### Октобар 2019. Споразум о Штајнмајер формули и прекид ватре из јула 2020.
Након опсежних преговора, Украјина, Русија, ДНР, ЛНР и ОЕБС потписале су споразум о покушају окончања сукоба у Донбасу 1. октобра 2019. Названа „Штајнмајерова формула“, по њеном предлагачу немачком председнику Франк-Валтеру Штајнмајеру, споразум предвиђа одржавање слободних избора на територијама ДНР и ЛНР, које посматра и верификује ОЕБС, и накнадну реинтеграцију тих територија у Украјину са посебним статусом. Русија је захтевала потписивање споразума пре било каквог наставка мировних преговора у „нормандијском формату“. Истраживање јавног мњења у Донбасу под контролом ДНР и ЛНР које је спровео Центар за источноевропске и међународне студије у марту 2019. показало је да је 55 одсто анкетираних за реинтеграцију са Украјином. 24% оних који су за реинтеграцију подржало је повратак на предратни административни систем за области Доњецка и Луганска, док је 33% подржало посебан статус региона.
У складу са Штајнмајеровом формулом, украјинске и сепаратистичке трупе почеле су да се повлаче из града Золоте 29. октобра. Покушаји повлачења раније овог месеца спречени су протестима украјинских ратних ветерана. Даље повлачење успешно је завршено у Петровским током новембра. Након повлачења и успешне размене заробљеника између Русије и Украјине, руски председник Владимир Путин, украјински председник Володимир Зеленски, француски председник Емануел Макрон и немачка канцеларка Ангела Меркел састали су се у Паризу 9. децембра 2019. у наставку преговора у Нормандијском формату. Две стране су се договориле да размене све преостале ратне заробљенике до краја 2019. године, раде на новим изборима у Донбасу и закажу даље разговоре.
Пандемија Ковид-19 погоршала је услове живота у зони сукоба. Посебно, карантинске мере које су увеле Украјина, ДНР и ЛНР спречавају оне на окупираним територијама да пређу линију контакта, негирајући приступ критичним ресурсима. Борбе су се повећале у марту 2020, са деветнаест цивила убијено, више него у претходних пет месеци заједно. Док су неки прелази отворени за мали број људи у јуну 2020. године, ДПР је увео нове прописе, наводно да спречи ширење коронавируса, што је већини људи готово онемогућило да пређу линију контакта. Насупрот томе, руска граница је потпуно поново отворена.
29. покушај „потпуног и свеобухватног“ примирја ступио је на снагу 27. јула 2020. године. Током свог говора на Дан независности Украјине 24. августа 2020, председник Зеленски је објавио да је прекид ватре одржан, што је довело до 29 дана без губитака у борби. Зеленски је, међутим, такође признао да упркос размјени затвореника и операцијама деминирања до којих је дошло, мировни процес се није одвијао тако брзо као што је очекивао када је потписао самит 9. децембра 2019. године. Дана 6. септембра 2020. године, украјинске оружане снаге су пријавиле свој први борбени губитак од примирја 27. јула 2020. године, када је један војник погинуо гранатирањем. Упркос томе, председник Зеленски је 7. новембра 2020. изјавио да је од успостављања примирја у јулу 2020. смрт украјинских војника у борбама смањена десет пута, а број напада на војнике пет и по пута. Од 27. јула 2020. до 7. новембра 2020. убијена су само три украјинска војника.

### Ескалација сукоба 2021–2022.
Према украјинским властима, у прва три месеца 2021. године, 25 украјинских војника је убијено у зони сукоба, у поређењу са укупно 50 колико их је погинуло током целе 2020. године. Према омбудсману ДНР, 85 војника и 30 цивила убијено је у периоду јануар–октобар 2021. као последица војне акције.
Крајем марта – почетком априла 2021. руска војска је преместила велике количине наоружања и опреме из западне и централне Русије, па чак и из Сибира, на окупирани Крим и Вороњешку и Ростовску област Русије. Специјалиста за обавештајне послове Џејнса идентификовао је четрнаест руских војних јединица из Централног војног округа које су се преселиле у близину руско-украјинске границе и назвао то највећим ненајављеним војним покретом од инвазије на Крим 2014. године. Главнокомандујући Оружаних снага Украјине Руслан Хомчак рекао је да је Русија стационирала двадесет осам батаљонских тактичких група дуж границе и да се очекује да ће бити доведено још двадесет пет, укључујући у Брјанску и Вороњешке области у Западном војном округу Русије. Следећег дана, руска државна новинска агенција ТАСС известила је да је педесет њених БТГ-ова са 15.000 војника окупљено за вежбе у Јужном војном округу, који обухвата окупирани Крим и такође се граничи са зоном сукоба у Донбасу. До 9. априла, шеф украјинске граничне страже је проценио да се 85.000 руских војника већ налази на Криму или на 40 km (25 mi) од украјинске границе.
Портпарол руске владе је рекао да руска војна кретања не представљају претњу, али је руски званичник Дмитриј Козак упозорио да би руске снаге могле деловати на „одбрани“ руских грађана у Украјини, а свака ескалација сукоба у Донбасу би значила „почетак крај Украјине“ – „не пуцањ у ногу, већ у лице“. До тада је око пола милиона људи у самопроглашеним Доњецкој Народној Републици и Луганској Народној Републици добило руски пасош од избијања борби 2014. године. Русија је одбила да учествује када је Украјина затражила састанак Бечког документа са Француском, Немачком и ОЕБС-ом. Немачка канцеларка Ангела Меркел телефонирала је руском председнику Владимиру Путину да захтева поништавање нагомилавања. Секретар за штампу Беле куће Сједињених Држава Џен Псаки објавила је почетком априла 2021. да је гомилање руских трупа на украјинској граници највеће од 2014. године.
У априлу 2021. Украјина је извела прво оперативно увођење војних дронова Бајрактар ТБ2 турске производње у региону. У новембру, беспилотна летелица Бајрактар на страни линије контакта коју контролише украјинска влада коришћена је да уништи сепаратистичку артиљерију на другој страни, која је изводила удар који је сравнио домове и ранио и убио украјинске војнике. У новембру је лидер ДНР Денис Пушилин рекао да су украјинске трупе повратиле контролу над селом Старомаривка у сивој зони. Француска и Немачка су критиковале употребу украјинских и руских беспилотних летелица, док су Сједињене Државе истакле да су употреба украјинских и руских беспилотних летелица критикована од стране Француске и Немачке. да је страна предвођена Русијом у више наврата кршила споразуме употребом дронова и хаубичке артиљерије. Руске агенције су пријавиле нелагоду због развоја догађаја, упозоравајући да би даља употреба Бајрактар ТБ2 у Донбасу могла да „дестабилизује ситуацију“ у региону.
У децембру 2021. украјинске власти су саопштиле да Русија шаље снајпере и тенкове у регион. Председник руске Државне думе Вјачеслав Володин је 21. јануара 2022. године позвао на расправу у скупштинском телу о признавању независности региона Донбас и његовом одвајању од Украјине. До фебруара 2022. борбе су ескалирале. На пример, украјинска војска је известила да је само 17. фебруара претрпела 60 напада дуж линије контакта, укључујући „једну гранату која је пала на обданиште близу линије фронта, ранивши троје запослених. Било је два до пет напада дневно током првих шест недеља ове године“.
Усред појачаних тензија између Русије и Украјине у фебруару 2022. године, руски председник Владимир Путин је 21. фебруара најавио да ће Русија признати независност Доњецке и Луганске народне републике.. Након ове објаве уследила је наредба да се руске трупе упућују у Донбас као „мировници“. Бројне западне земље, укључујући САД, УК и ЕУ, објавиле су да ће као одговор увести нове санкције организацијама повезаним са Русијом.

### Инвазија Русије на Украјину
Русија је 24. фебруара 2022. започела инвазију на Украјину у пуном обиму. ДНР и ЛНР су се придружиле офанзиви; сепаратисти су изјавили да је почела операција заузимања целе Доњецке области и Луганске области.

## Добровољци у оружаним снагама Новорусије
На страни Оружаних снага Новорусије боре се, осим добровољаца из бивших совјетских држава, и добровољци из других земаља. Познато је да има добровољаца из Француске, Шпаније, Немачке, Чешке, Словачке, Мађарске, Бугарске, Пољске, Израела и Србије. Срби су углавном у Четничком одреду „Јован Шевић“ - званично Славјански четнички одред, најмање 254 добровољаца, али има и добровољаца који се боре у другим јединицама.
Првих десет српских добровољаца је 30. јуна стигло на бојиште. 15. јула је основан Четнички одред „Јован Шевић“, који је бројао 35 Срба и непознат број Руса. До 21. јула је стигло још 205 Срба. Касније је стигло још 14 Срба. До сада су тројица заробљени од којих је најмање један опет размењен. Најмање троје је рањено. Нема података да ли има погинулих.
Према незваничним подацима, српски одред је до 31. августа потпуно ослободио град Славјаносербск и околину и тиме успоставио фронт на реци Северски Доњец.
 Најистакнутији добровољац из Србије је Дејан Берић који као снајпериста ратује још од почетка сукоба.